# Meitetsu Nagoya-Hauptlinie
| Triebzüge der Baureihe 6000 (links) und 1000 bei Jingū-mae |                             |                                    |                                    |
| Streckenlänge: | 99,8 km                     |                                    |                                    |
| Spurweite: | 1067 mm (Kapspur)           |                                    |                                    |
| Stromsystem: | 1500 V =                    |                                    |                                    |
| Streckengeschwindigkeit: | 120 km/h                    |                                    |                                    |
| Zweigleisigkeit: | Ina–Meitetsu Gifu (94,8 km) |                                    |                                    |
| |                             |                                    |                                    |
| Gesellschaft: | Meitetsu (Nagoya Tetsudō)   |                                    |                                    |
| \| \| \| ↑ Tōkaidō-Hauptlinie \| 1888– \| \| \| \| → Atsumi-Linie \| 1925– \| \| \| \| \| \| \| \| \| Shin-Toyohashi (新豊橋) \| \| \| \| 0,0 \| Toyohashi (豊橋) \| 1888– \| \| \| \| → Tōkaidō-Shinkansen \| 1964– \| \| \| \| Depot Toyohashi \| \| \| \| 1,5 \| Funamachi (船町) \| 1927– \| \| \| \| Toyo-kawa \| \| \| \| 2,2 \| Shimoji (下地) \| 1925– \| \| \| \| Toyo-Entlastungskanal \| \| \| \| \| → Tōkaidō-Hauptlinie \| \| \| \| \| Verzweigung Hirai \| \| \| \| \| ← Iida-Linie \| 1897– \| \| \| 5,0 \| Ina (伊奈) \| 1927– \| \| \| \| Nippon Zenith Pipe \| –1965 \| \| \| \| Sana-gawa \| \| \| \| 6,6 \| Odabuchi (小田渕) \| 1934– \| \| \| \| ← Meitetsu Toyokawa-Linie \| 1945– \| \| \| 9,6 \| Kō (国府) \| 1926– \| \| \| 10,7 \| Goyu (御油) \| 1926– \| \| \| 12,5 \| Meiden Akasaka (名電赤坂) \| 1926– \| \| \| 15,0 \| Meiden Nagasawa (名電長沢) \| 1926– \| \| \| 18,7 \| Motojuku (本宿) \| 1926– \| \| \| 20,4 \| Meiden Yamanaka (名電山中) \| 1926– \| \| \| \| Depot Maiki \| \| \| \| 23,1 \| Fujukawa (藤川) \| 1926– \| \| \| 25,6 0,0* \| Miai (美合) \| 1926– \| \| \| 1,9* \| Nisshinbō \| –1966 \| \| \| 27,6 \| Otogawa (男川) \| 1926– \| \| \| 29,8 \| Higashi-Okazaki (東岡崎) \| 1923– \| \| \| \| Straßenbahn Okazaki \| –1962 \| \| \| \| Oto-gawa \| \| \| \| 30,9 \| Okazakikōen-mae \| 1925–1976 \| \| \| 31,1 \| Okazakikōen-mae (岡崎公園前) \| 1976– \| \| \| \| ↔ Aichi-Ringlinie \| 1970– \| \| \| 30,9 \| Nishiokazaki (西岡崎) \| 1923–1925 \| \| \| \| Yahagi-gawa \| \| \| \| 2,8* \| Toray \| –1972 \| \| \| 32,5 0,0* \| Yahagibashi (矢作橋) \| 1923– \| \| \| 34,8 \| Utō (宇頭) \| 1923– \| \| \| \| → Meitetsu Nishio-Linie \| 1926– \| \| \| \| Aichi-Spinnerei \| –1965 \| \| \| 38,3 \| Shin-Anjō (新安城) \| 1923– \| \| \| \| Sawatari-gawa \| \| \| \| 40,9 \| Ushida (牛田) \| 1923– \| \| \| \| Kinuura-Toyota-Schnellstraße \| \| \| \| \| ← Meitetsu Mikawa-Linie \| 1920– \| \| \| \| Higashi-Chiryū (東知立) \| 1923–1969 \| \| \| \| Mikawa Chiryū (三河知立) \| 1915– \| \| \| \| → Meitetsu Mikawa-Linie \| 1920– \| \| \| 43,1 \| Chiryū (知立) \| 1959– \| \| \| \| \| \| \| \| 44,6 \| Hirotsugi (一ツ木) \| 1923– \| \| \| \| Aizuma-gawa \| \| \| \| 46,6 \| Fujimatsu (富士松) \| 1923– \| \| \| \| Sakai-gawa \| \| \| \| \| Depot Toyoake \| \| \| \| \| Isewangan-Autobahn \| \| \| \| 48,1 \| Toyoake (豊明) \| 1923– \| \| \| 49,8 \| Zengo (前後) \| 1923– \| \| \| 51,4 \| Chūkyō-keibajō-mae \| 1953– \| \| \| \| (中京競馬場前) \| \| \| \| 51,6 \| Okehazama (桶狭間) \| –1934 \| \| \| 52,7 \| Arimatsu (有松) \| 1917– \| \| \| \| Mei-Nikan-Autobahn \| \| \| \| 53,8 \| Sakyōyama (左京山) \| 1942– \| \| \| \| Depot Narumi \| –1997 \| \| \| 55,1 \| Narumi (鳴海) \| 1917– \| \| \| \| Ōgi-gawa \| \| \| \| \| Tenpaku-gawa \| \| \| \| 56,1 \| Moto Hoshizaki (本星崎) \| 1917– \| \| \| 57,4 \| Higashi-Kasadera (東笠寺) \| 1927–1967 \| \| \| 58,2 \| Moto Kasadera (本笠寺) \| 1917– \| \| \| \| 58,9 Sakura (桜) \| \| \| \| 59,9 \| Yobitsugi (呼続) \| 1917– \| \| \| \| Yamazaki-gawa \| \| \| \| \| Meijō-Linie \| \| \| \| \| \| \| \| \| 60,2 \| Minami-Idota (南井戸田) \| 1917–1923 \| \| \| 60,4 \| Idota (井戸田) \| 1930–1944 \| \| \| 60,4 \| Idota \| 1917–1930 \| \| \| \| \| \| \| \| \| Nagoya Autobahn 3 \| \| \| \| \| Kōwa \| –1965 \| \| \| 61,1 \| Horita (堀田) \| 1928– \| \| \| \| → Tōkaidō-Hauptlinie \| 1886– \| \| \| \| Nibori-gawa \| \| \| \| \| → Meitetsu Tokoname-Linie \| 1913– \| \| \| 62,2 \| Jingū-mae (神宮前) \| 1913– \| \| \| \| Atsuta (熱田) \| \| \| \| 64,1 \| Kanayamabashi (金山橋) \| 1944–1989 \| \| \| \| ← Chūō-Hauptlinie \| 1900– \| \| \| 64,4 \| Kanayama (金山) \| 1989– \| \| \| \| Hori-gawa \| \| \| \| \| Otōbashi (尾頭橋) \| \| \| \| \| → Nagoyakō-Linie \| 1911– \| \| \| 66,0 \| Sannō (山王) \| 1928– \| \| \| \| Nakagawa-Kanal \| \| \| \| \| → Tōkaidō-Shinkansen \| 1964– \| \| \| \| Nagoya-Autobahn 5 \| \| \| \| −4,2* \| Yanagibashi (柳橋) \| 1914–1941 \| \| \| \| ← Straßenbahn Nagoya \| \| \| \| \| → Kansai-Hauptlinie \| 1895– \| \| \| \| → Aonami-Linie \| 2004– \| \| \| \| → Kintetsu Nagoya-Linie \| 1938– \| \| \| 68,0 \| Meitetsu Nagoya / Kintetsu N. \| 1941– \| \| \| \| Nagoya \| \| \| \| \| ← Straßenbahn Nagoya \| \| \| \| −2,0* \| Oshikirichō (押切町) \| 1901–1941 \| \| \| −1,4* \| Hirano-machi (平野町) \| 1910–1941 \| \| \| 69,9 \| Sakō (栄生) \| 1941– \| \| \| −0,7* \| Higashi-Biwajima \| 1910–1941 \| \| \| 70,7 \| Higashi-Biwajima (東枇杷島) \| 1912– \| \| \| \| \| \| \| \| \| Biwajima (枇杷島) \| 1910–1912 \| \| \| \| Shōnai-gawa \| \| \| \| \| Biwajimabashi (枇杷島橋) \| 1912–1949 \| \| \| 71,3 0,0* \| Biwajima-Gleisdreieck \| Biwajima-Gleisdreieck \| \| \| \| ← Meitetsu Inuyama-Linie \| 1912– \| \| \| 71,6 \| Nishi-Biwajima (西枇杷島) \| 1914– \| \| \| \| ← Tōkaidō-Hauptlinie \| 1886– \| \| \| \| ← Tōkaidō-Shinkansen \| 1964– \| \| \| 72,2 \| Futatsuiri (二ツ杁) \| 1942– \| \| \| 72,8 \| Shinkawabashi (新川橋) \| 1914– \| \| \| \| Shin-kawa \| \| \| \| \| Depot Shinkawa \| \| \| \| \| Hōwa Kōgyō \| –1966 \| \| \| 73,5 \| Sukaguchi (須ヶ口) \| 1914– \| \| \| \| → Meitetsu Tsushima-Linie \| 1914– \| \| \| 74,3 \| Marunouchi (丸ノ内) \| 1914– \| \| \| \| ← Meitetsu Kiyosu-Linie \| 1914–1948 \| \| \| \| Gojō-gawa \| \| \| \| 75,2 \| Shin-Kiyosu (新清洲) \| 1928– \| \| \| 76,3 \| Mashidaguchi (増田口) \| 1928–1944 \| \| \| \| ↔ Tōkaidō-Hauptlinie \| 1886– \| \| \| 77,5 \| Ōsato (大里) \| 1928– \| \| \| 78,8 \| Okuda (奥田) \| 1928– \| \| \| 80,9 \| Kōnomiya (国府宮) \| 1924– \| \| \| 82,6 \| Shima (島) \| 1924–1928 \| \| \| 82,9 \| Shima-Ujinaga (島氏永) \| 1928– \| \| \| \| Meishin-Autobahn \| \| \| \| 83,4 \| Ujinaga (氏永) \| 1924–1928 \| \| \| 84,7 \| Myōkōji (妙興寺) \| 1924– \| \| \| 85,4 \| Hanaike (花池) \| 1927–1930 \| \| \| \| → Meitetsu Bisai-Linie \| 1924– \| \| \| \| ← Tōkaidō-Hauptlinie \| 1886– \| \| \| \| links: Owari-Ichinomiya (尾張一宮) \| \| \| \| 86,4 \| Meitetsu Ichinomiya (名鉄一宮) \| 1900– \| \| \| \| → Meitetsu Okoshi-Linie \| 1924–1953 \| \| \| \| → Meitetsu Bisai-Linie \| 1914– \| \| \| \| Nikkō-gawa \| \| \| \| 88,3 \| Ima-Ise (今伊勢) \| 1935– \| \| \| 89,2 \| Iwato (石刀) \| 1935– \| \| \| \| ← Tōkaidō-Hauptlinie \| 1886– \| \| \| 91,2 \| Shin-Kisogawa (新木曽川) \| 1935– \| \| \| 92,1 \| Kuroda (黒田) 1936– \| Kuroda (黒田) 1936– \| \| \| 93,9 \| Kisogawa-zutsumi (木曽川堤) \| 1939– \| \| \| \| Kiso-gawa \| \| \| \| 94,5 \| Higashi-Kasamatsu (東笠松) \| 1935–2005 \| \| \| 0,7* \| Kasamatsu \| 1914–1921 \| \| \| \| → Meitetsu Takehana-Linie \| 1921– \| \| \| 95,1 0,0* \| Kasamatsu (笠松) \| 1935– \| \| \| 95,7 \| Shimotokuda (下徳田) \| 1914–1917 \| \| \| 96,0 \| Yatsurugi (八剣) \| 1914–1969 \| \| \| 96,8 \| Shirushishoku (印食) \| 1914–1917 \| \| \| 96,9 \| Ginan (岐南) \| 1914– \| \| \| 97,1 \| Sakaigawa (境川) \| –1980 \| \| \| \| Sakai-gawa \| \| \| \| 97,6 \| Shinowakate (下川手) \| 1914–1942 \| \| \| \| Depot Chajo \| \| \| \| 98,3 \| Chajo (茶所) \| 1914– \| \| \| \| Arata-gawa \| \| \| \| 98,7 \| Aratamachi (安良田町) \| 1944– \| \| \| 99,1 \| Hiroe (広江) \| 1914–1968 \| \| \| 99,4 \| Kanō (加納) \| –1942 \| \| \| \| ↑ Tōkaidō-Hauptlinie \| 1887– \| \| \| \| Gifu (岐阜) ↔ Takayama-Hauptlinie \| 1887– \| \| \| 99,8 \| Meitetsu Gifu (名鉄岐阜) \| 1911– \| \| \| \| ↓ Meitetsu Kakamigahara-Linie \| 1926– \| |                             |                                    |                                    |
| Strecke |                             | ↑ Tōkaidō-Hauptlinie               | 1888–                              |
| Strecke von links · Kreuzung geradeaus unten · Kreuzung geradeaus oben |                             | → Atsumi-Linie                     | 1925–                              |
| Strecke · Strecke |                             |                                    |                                    |
| Kopfbahnhof Streckenende · Strecke · Strecke |                             | Shin-Toyohashi (新豊橋)            | Shin-Toyohashi (新豊橋)            |
| | 0,0                         | Toyohashi (豊橋)                   | 1888–                              |
| Strecke nach links |                             | → Tōkaidō-Shinkansen               | 1964–                              |
| Betriebsstelle Streckenende · Strecke · Strecke |                             | Depot Toyohashi                    | Depot Toyohashi                    |
| Haltepunkt / Haltestelle | 1,5                         | Funamachi (船町)                   | 1927–                              |
| Brücke über Wasserlauf · Brücke über Wasserlauf |                             | Toyo-kawa                          | Toyo-kawa                          |
| Haltepunkt / Haltestelle · Strecke | 2,2                         | Shimoji (下地)                     | 1925–                              |
| Brücke über Wasserlauf · Brücke über Wasserlauf |                             | Toyo-Entlastungskanal              | Toyo-Entlastungskanal              |
| Strecke · Strecke nach links |                             | → Tōkaidō-Hauptlinie               | → Tōkaidō-Hauptlinie               |
| Blockstelle |                             | Verzweigung Hirai                  | Verzweigung Hirai                  |
| Abzweig geradeaus, nach rechts und ehemals von rechts |                             | ← Iida-Linie                       | 1897–                              |
| Bahnhof | 5,0                         | Ina (伊奈)                         | 1927–                              |
| Betriebsstelle Streckenanfang und quer (Strecke außer Betrieb) · Abzweig geradeaus und ehemals nach rechts |                             | Nippon Zenith Pipe                 | –1965                              |
| Brücke über Wasserlauf |                             | Sana-gawa                          | Sana-gawa                          |
| Haltepunkt / Haltestelle | 6,6                         | Odabuchi (小田渕)                  | 1934–                              |
| Abzweig geradeaus und von rechts |                             | ← Meitetsu Toyokawa-Linie          | 1945–                              |
| Bahnhof | 9,6                         | Kō (国府)                          | 1926–                              |
| Haltepunkt / Haltestelle | 10,7                        | Goyu (御油)                        | 1926–                              |
| Haltepunkt / Haltestelle | 12,5                        | Meiden Akasaka (名電赤坂)          | 1926–                              |
| Haltepunkt / Haltestelle | 15,0                        | Meiden Nagasawa (名電長沢)         | 1926–                              |
| Bahnhof | 18,7                        | Motojuku (本宿)                    | 1926–                              |
| Haltepunkt / Haltestelle | 20,4                        | Meiden Yamanaka (名電山中)         | 1926–                              |
| Betriebsstelle Streckenanfang und quer · Abzweig geradeaus und nach rechts |                             | Depot Maiki                        | Depot Maiki                        |
| Haltepunkt / Haltestelle | 23,1                        | Fujukawa (藤川)                    | 1926–                              |
| Bahnhof | 25,6 0,0*                   | Miai (美合)                        | 1926–                              |
| Abzweig geradeaus und ehemals nach links · Betriebsstelle Streckenende und quer (Strecke außer Betrieb) | 1,9*                        | Nisshinbō                          | –1966                              |
| Haltepunkt / Haltestelle | 27,6                        | Otogawa (男川)                     | 1926–                              |
| Bahnhof | 29,8                        | Higashi-Okazaki (東岡崎)           | 1923–                              |
| U-Bahn-Haltepunkt / Haltestelle quer (Strecke außer Betrieb) · Kreuzung mit U-Bahn geradeaus oben (Querstrecke außer Betrieb) |                             | Straßenbahn Okazaki                | –1962                              |
| Brücke über Wasserlauf |                             | Oto-gawa                           | Oto-gawa                           |
| ehemaliger Haltepunkt / Haltestelle | 30,9                        | Okazakikōen-mae                    | 1925–1976                          |
| Haltepunkt / Haltestelle | 31,1                        | Okazakikōen-mae (岡崎公園前)       | 1976–                              |
| Haltepunkt / Haltestelle quer · Kreuzung geradeaus unten |                             | ↔ Aichi-Ringlinie                  | 1970–                              |
| ehemaliger Haltepunkt / Haltestelle | 30,9                        | Nishiokazaki (西岡崎)              | 1923–1925                          |
| Brücke über Wasserlauf |                             | Yahagi-gawa                        | Yahagi-gawa                        |
| Abzweig geradeaus und ehemals von links · Betriebsstelle Streckenende und quer (Strecke außer Betrieb) | 2,8*                        | Toray                              | –1972                              |
| Bahnhof | 32,5 0,0*                   | Yahagibashi (矢作橋)               | 1923–                              |
| Haltepunkt / Haltestelle | 34,8                        | Utō (宇頭)                         | 1923–                              |
| Abzweig geradeaus und von links |                             | → Meitetsu Nishio-Linie            | 1926–                              |
| Abzweig geradeaus und ehemals von links · Betriebsstelle Streckenende und quer (Strecke außer Betrieb) |                             | Aichi-Spinnerei                    | –1965                              |
| Bahnhof | 38,3                        | Shin-Anjō (新安城)                 | 1923–                              |
| Brücke über Wasserlauf |                             | Sawatari-gawa                      | Sawatari-gawa                      |
| Haltepunkt / Haltestelle | 40,9                        | Ushida (牛田)                      | 1923–                              |
| |                             | Kinuura-Toyota-Schnellstraße       |                                    |
| |                             | ← Meitetsu Mikawa-Linie            | 1920–                              |
| Strecke · ehemaliger Haltepunkt / Haltestelle |                             | Higashi-Chiryū (東知立)            | 1923–1969                          |
| Bahnhof · Strecke |                             | Mikawa Chiryū (三河知立)           | 1915–                              |
| Strecke nach links · Kreuzung geradeaus oben · Abzweig ehemals quer, von links und von rechts · Strecke quer |                             | → Meitetsu Mikawa-Linie            | 1920–                              |
| | 43,1                        | Chiryū (知立)                      | 1959–                              |
| |                             |                                    |                                    |
| Haltepunkt / Haltestelle | 44,6                        | Hirotsugi (一ツ木)                 | 1923–                              |
| Brücke über Wasserlauf |                             | Aizuma-gawa                        | Aizuma-gawa                        |
| Haltepunkt / Haltestelle | 46,6                        | Fujimatsu (富士松)                 | 1923–                              |
| Brücke über Wasserlauf |                             | Sakai-gawa                         | Sakai-gawa                         |
| Abzweig geradeaus und von links · Betriebsstelle Streckenende und quer |                             | Depot Toyoake                      | Depot Toyoake                      |
| |                             | Isewangan-Autobahn                 |                                    |
| Bahnhof | 48,1                        | Toyoake (豊明)                     | 1923–                              |
| Bahnhof | 49,8                        | Zengo (前後)                       | 1923–                              |
| Haltepunkt / Haltestelle | 51,4                        | Chūkyō-keibajō-mae                 | 1953–                              |
| Strecke |                             | (中京競馬場前)                     | (中京競馬場前)                     |
| ehemaliger Haltepunkt / Haltestelle | 51,6                        | Okehazama (桶狭間)                 | –1934                              |
| Haltepunkt / Haltestelle | 52,7                        | Arimatsu (有松)                    | 1917–                              |
| |                             | Mei-Nikan-Autobahn                 |                                    |
| Haltepunkt / Haltestelle | 53,8                        | Sakyōyama (左京山)                 | 1942–                              |
| Abzweig geradeaus und ehemals von links · Betriebsstelle Streckenende und quer (Strecke außer Betrieb) |                             | Depot Narumi                       | –1997                              |
| Bahnhof | 55,1                        | Narumi (鳴海)                      | 1917–                              |
| Brücke über Wasserlauf |                             | Ōgi-gawa                           | Ōgi-gawa                           |
| Brücke über Wasserlauf |                             | Tenpaku-gawa                       | Tenpaku-gawa                       |
| Haltepunkt / Haltestelle | 56,1                        | Moto Hoshizaki (本星崎)            | 1917–                              |
| ehemaliger Haltepunkt / Haltestelle | 57,4                        | Higashi-Kasadera (東笠寺)          | 1927–1967                          |
| Bahnhof | 58,2                        | Moto Kasadera (本笠寺)             | 1917–                              |
| Haltepunkt / Haltestelle |                             | 58,9 Sakura (桜)                   | 58,9 Sakura (桜)                   |
| Haltepunkt / Haltestelle | 59,9                        | Yobitsugi (呼続)                   | 1917–                              |
| Brücke über Wasserlauf |                             | Yamazaki-gawa                      | Yamazaki-gawa                      |
| Kreuzung mit U-Bahn mit Tunnelstrecke |                             | Meijō-Linie                        | Meijō-Linie                        |
| |                             |                                    |                                    |
| Haltepunkt / Haltestelle (Strecke außer Betrieb) · Strecke | 60,2                        | Minami-Idota (南井戸田)            | 1917–1923                          |
| Strecke (außer Betrieb) · ehemaliger Haltepunkt / Haltestelle | 60,4                        | Idota (井戸田)                     | 1930–1944                          |
| Haltepunkt / Haltestelle (Strecke außer Betrieb) · Strecke | 60,4                        | Idota                              | 1917–1930                          |
| |                             |                                    |                                    |
| |                             | Nagoya Autobahn 3                  |                                    |
| Betriebsstelle Streckenanfang und quer (Strecke außer Betrieb) · Abzweig geradeaus und ehemals nach rechts |                             | Kōwa                               | –1965                              |
| Bahnhof | 61,1                        | Horita (堀田)                      | 1928–                              |
| Strecke · Strecke von links |                             | → Tōkaidō-Hauptlinie               | 1886–                              |
| Brücke über Wasserlauf · Brücke über Wasserlauf |                             | Nibori-gawa                        | Nibori-gawa                        |
| Abzweig geradeaus und von links · Kreuzung geradeaus unten |                             | → Meitetsu Tokoname-Linie          | 1913–                              |
| | 62,2                        | Jingū-mae (神宮前)                 | 1913–                              |
| Strecke · Haltepunkt / Haltestelle |                             | Atsuta (熱田)                      | Atsuta (熱田)                      |
| ehemaliger Haltepunkt / Haltestelle · Strecke | 64,1                        | Kanayamabashi (金山橋)             | 1944–1989                          |
| Strecke von rechts · Strecke · Strecke |                             | ← Chūō-Hauptlinie                  | 1900–                              |
| | 64,4                        | Kanayama (金山)                    | 1989–                              |
| Brücke über Wasserlauf · Brücke über Wasserlauf · Brücke über Wasserlauf |                             | Hori-gawa                          | Hori-gawa                          |
| Strecke · Strecke · Haltepunkt / Haltestelle |                             | Otōbashi (尾頭橋)                  | Otōbashi (尾頭橋)                  |
| Strecke nach links · Kreuzung geradeaus oben · Abzweig geradeaus, von links und von rechts |                             | → Nagoyakō-Linie                   | 1911–                              |
| Haltepunkt / Haltestelle · Strecke | 66,0                        | Sannō (山王)                       | 1928–                              |
| Brücke über Wasserlauf · Brücke über Wasserlauf |                             | Nakagawa-Kanal                     | Nakagawa-Kanal                     |
| Strecke · Strecke · Strecke von links |                             | → Tōkaidō-Shinkansen               | 1964–                              |
| |                             | Nagoya-Autobahn 5                  |                                    |
| Kopfbahnhof Streckenanfang (Strecke außer Betrieb) · Tunnelanfang · Strecke · Strecke | −4,2*                       | Yanagibashi (柳橋)                 | 1914–1941                          |
| U-Bahn-Abzweig geradeaus und von rechts (Strecke außer Betrieb) · Strecke (im Tunnel) · Strecke · Strecke |                             | ← Straßenbahn Nagoya               | ← Straßenbahn Nagoya               |
| Strecke (im Tunnel) · Abzweig geradeaus und von links · Kreuzung geradeaus oben |                             | → Kansai-Hauptlinie                | 1895–                              |
| Abzweig geradeaus und von links · Kreuzung geradeaus oben |                             | → Aonami-Linie                     | 2004–                              |
| Abzweig geradeaus und ehemals von links (im Tunnel) · Abzweig ehemals quer und von links (im Tunnel) · Kreuzung mit Tunnelstrecke · Kreuzung mit Tunnelstrecke |                             | → Kintetsu Nagoya-Linie            | 1938–                              |
| Strecke · Strecke | 68,0                        | Meitetsu Nagoya / Kintetsu N.      | 1941–                              |
| |                             | Nagoya                             |                                    |
| U-Bahn-Abzweig geradeaus und nach rechts (Strecke außer Betrieb) · Tunnelende · Strecke · Strecke |                             | ← Straßenbahn Nagoya               | ← Straßenbahn Nagoya               |
| Bahnhof mit U-Bahn Streckenanfang (Strecke außer Betrieb) · Strecke · Strecke · Strecke | −2,0*                       | Oshikirichō (押切町)               | 1901–1941                          |
| Haltepunkt / Haltestelle (Strecke außer Betrieb) · Strecke | −1,4*                       | Hirano-machi (平野町)              | 1910–1941                          |
| Strecke (außer Betrieb) · Haltepunkt / Haltestelle | 69,9                        | Sakō (栄生)                        | 1941–                              |
| Haltepunkt / Haltestelle (Strecke außer Betrieb) · Strecke | −0,7*                       | Higashi-Biwajima                   | 1910–1941                          |
| Strecke (außer Betrieb) · Haltepunkt / Haltestelle | 70,7                        | Higashi-Biwajima (東枇杷島)        | 1912–                              |
| |                             |                                    |                                    |
| ehemaliger Haltepunkt / Haltestelle |                             | Biwajima (枇杷島)                  | 1910–1912                          |
| Brücke über Wasserlauf |                             | Shōnai-gawa                        | Shōnai-gawa                        |
| ehemaliger Haltepunkt / Haltestelle |                             | Biwajimabashi (枇杷島橋)           | 1912–1949                          |
| Blockstelle | 71,3 0,0*                   | Biwajima-Gleisdreieck              | Biwajima-Gleisdreieck              |
| Abzweig geradeaus, nach rechts und von rechts |                             | ← Meitetsu Inuyama-Linie           | 1912–                              |
| Bahnhof · Strecke · Strecke | 71,6                        | Nishi-Biwajima (西枇杷島)          | 1914–                              |
| Kreuzung geradeaus unten · Strecke nach rechts · Strecke |                             | ← Tōkaidō-Hauptlinie               | 1886–                              |
| Kreuzung geradeaus unten · Strecke quer · Strecke nach rechts |                             | ← Tōkaidō-Shinkansen               | 1964–                              |
| Haltepunkt / Haltestelle | 72,2                        | Futatsuiri (二ツ杁)                | 1942–                              |
| Haltepunkt / Haltestelle | 72,8                        | Shinkawabashi (新川橋)             | 1914–                              |
| Brücke über Wasserlauf |                             | Shin-kawa                          | Shin-kawa                          |
| Abzweig geradeaus und von links · Betriebsstelle Streckenende und quer |                             | Depot Shinkawa                     | Depot Shinkawa                     |
| Betriebsstelle Streckenanfang und quer (Strecke außer Betrieb) · Abzweig geradeaus und ehemals von rechts |                             | Hōwa Kōgyō                         | –1966                              |
| Bahnhof | 73,5                        | Sukaguchi (須ヶ口)                 | 1914–                              |
| Abzweig geradeaus und nach links |                             | → Meitetsu Tsushima-Linie          | 1914–                              |
| Haltepunkt / Haltestelle | 74,3                        | Marunouchi (丸ノ内)                | 1914–                              |
| Abzweig geradeaus und ehemals nach rechts |                             | ← Meitetsu Kiyosu-Linie            | 1914–1948                          |
| Brücke über Wasserlauf |                             | Gojō-gawa                          | Gojō-gawa                          |
| Bahnhof | 75,2                        | Shin-Kiyosu (新清洲)               | 1928–                              |
| ehemaliger Haltepunkt / Haltestelle | 76,3                        | Mashidaguchi (増田口)              | 1928–1944                          |
| Kreuzung geradeaus unten |                             | ↔ Tōkaidō-Hauptlinie               | 1886–                              |
| Haltepunkt / Haltestelle | 77,5                        | Ōsato (大里)                       | 1928–                              |
| Haltepunkt / Haltestelle | 78,8                        | Okuda (奥田)                       | 1928–                              |
| Bahnhof | 80,9                        | Kōnomiya (国府宮)                  | 1924–                              |
| ehemaliger Haltepunkt / Haltestelle | 82,6                        | Shima (島)                         | 1924–1928                          |
| Haltepunkt / Haltestelle | 82,9                        | Shima-Ujinaga (島氏永)             | 1928–                              |
| |                             | Meishin-Autobahn                   |                                    |
| ehemaliger Haltepunkt / Haltestelle | 83,4                        | Ujinaga (氏永)                     | 1924–1928                          |
| Haltepunkt / Haltestelle | 84,7                        | Myōkōji (妙興寺)                   | 1924–                              |
| ehemaliger Haltepunkt / Haltestelle | 85,4                        | Hanaike (花池)                     | 1927–1930                          |
| Abzweig geradeaus und von links |                             | → Meitetsu Bisai-Linie             | 1924–                              |
| Strecke von rechts · Strecke |                             | ← Tōkaidō-Hauptlinie               | 1886–                              |
| Strecke · Strecke |                             | links: Owari-Ichinomiya (尾張一宮) | links: Owari-Ichinomiya (尾張一宮) |
| U-Bahn-Kopfbahnhof Streckenanfang (Strecke außer Betrieb) | 86,4                        | Meitetsu Ichinomiya (名鉄一宮)     | 1900–                              |
| Strecke · Abzweig geradeaus und nach links · Abzweig mit U-Bahn quer und ehemals nach links · U-Bahn-Abzweig mit Eisenbahn ehemals quer und von rechts |                             | → Meitetsu Okoshi-Linie            | 1924–1953                          |
| Strecke · Strecke · Strecke nach links |                             | → Meitetsu Bisai-Linie             | 1914–                              |
| Brücke über Wasserlauf · Brücke über Wasserlauf |                             | Nikkō-gawa                         | Nikkō-gawa                         |
| Strecke · Haltepunkt / Haltestelle | 88,3                        | Ima-Ise (今伊勢)                   | 1935–                              |
| Strecke · Haltepunkt / Haltestelle | 89,2                        | Iwato (石刀)                       | 1935–                              |
| Strecke nach rechts · Strecke |                             | ← Tōkaidō-Hauptlinie               | 1886–                              |
| Bahnhof | 91,2                        | Shin-Kisogawa (新木曽川)           | 1935–                              |
| Haltepunkt / Haltestelle | 92,1                        | Kuroda (黒田) 1936–                | Kuroda (黒田) 1936–                |
| Haltepunkt / Haltestelle | 93,9                        | Kisogawa-zutsumi (木曽川堤)        | 1939–                              |
| Brücke über Wasserlauf |                             | Kiso-gawa                          | Kiso-gawa                          |
| ehemaliger Haltepunkt / Haltestelle | 94,5                        | Higashi-Kasamatsu (東笠松)         | 1935–2005                          |
| Abzweig geradeaus und ehemals von links · Kopfbahnhof Streckenende und quer (Strecke außer Betrieb) | 0,7*                        | Kasamatsu                          | 1914–1921                          |
| Abzweig geradeaus und von links |                             | → Meitetsu Takehana-Linie          | 1921–                              |
| Bahnhof | 95,1 0,0*                   | Kasamatsu (笠松)                   | 1935–                              |
| ehemaliger Haltepunkt / Haltestelle | 95,7                        | Shimotokuda (下徳田)               | 1914–1917                          |
| ehemaliger Haltepunkt / Haltestelle | 96,0                        | Yatsurugi (八剣)                   | 1914–1969                          |
| ehemaliger Haltepunkt / Haltestelle | 96,8                        | Shirushishoku (印食)               | 1914–1917                          |
| Bahnhof | 96,9                        | Ginan (岐南)                       | 1914–                              |
| ehemaliger Haltepunkt / Haltestelle | 97,1                        | Sakaigawa (境川)                   | –1980                              |
| Brücke über Wasserlauf |                             | Sakai-gawa                         | Sakai-gawa                         |
| ehemaliger Haltepunkt / Haltestelle | 97,6                        | Shinowakate (下川手)               | 1914–1942                          |
| Betriebsstelle Streckenanfang und quer · Abzweig geradeaus und von rechts |                             | Depot Chajo                        | Depot Chajo                        |
| Haltepunkt / Haltestelle | 98,3                        | Chajo (茶所)                       | 1914–                              |
| Brücke über Wasserlauf |                             | Arata-gawa                         | Arata-gawa                         |
| Haltepunkt / Haltestelle | 98,7                        | Aratamachi (安良田町)              | 1944–                              |
| ehemaliger Haltepunkt / Haltestelle | 99,1                        | Hiroe (広江)                       | 1914–1968                          |
| ehemaliger Haltepunkt / Haltestelle | 99,4                        | Kanō (加納)                        | –1942                              |
| Strecke · Strecke |                             | ↑ Tōkaidō-Hauptlinie               | 1887–                              |
| Abzweig quer und nach links · Kreuzung geradeaus unten · Bahnhof quer |                             | Gifu (岐阜) ↔ Takayama-Hauptlinie  | 1887–                              |
| | 99,8                        | Meitetsu Gifu (名鉄岐阜)           | 1911–                              |
| Strecke |                             | ↓ Meitetsu Kakamigahara-Linie      | 1926–                              |

Die Meitetsu Nagoya-Hauptlinie (jap. 名鉄名古屋本線, Meitetsu Nagoya-honsen) ist eine Eisenbahnstrecke auf der japanischen Insel Honshū, die von der Bahngesellschaft Meitetsu (Nagoya Tetsudō) betrieben wird. In den Präfekturen Aichi und Gifu verbindet sie die Städte Toyohashi, Nagoya und Gifu miteinander, die in der Region Chūbu liegen. Seit dem Zusammenschluss zweier getrennter Streckennetze im Jahr 1944 bildet sie die Stammstrecke der Meitetsu. Mehrere Nebenstrecken sind mit der Nagoya-Hauptlinie verknüpft, weshalb der im Stadtzentrum Nagoyas gelegene Streckenteil mit dem Shin-Nagoya-Tunnel und dem Bahnhof Meitetsu Nagoya sehr stark frequentiert ist. Die Meitetsu-Hauptlinie verläuft zu großen Teilen parallel zur Tōkaidō-Hauptlinie und zur Tōkaidō-Shinkansen von JR Central, weshalb ein starker Konkurrenzkampf besteht.

## Streckenbeschreibung
Die 99,8 km lange Strecke ist in Kapspur (1067 mm) verlegt und mit 1500 V Gleichspannung elektrifiziert. Damit ist sie eine der längsten japanischen Bahnlinien, die nicht zu einer der Bahngesellschaften der JR Group gehört. Einschließlich der Endstationen werden 60 Bahnhöfe bedient. Die Höchstgeschwindigkeit beträgt 120 km/h, auf dem Abschnitt zwischen Toyohashi und der Verzweigung Hirai verkehren die Züge mit maximal 85 km/h. Viergleisig ausgebaut ist der Abschnitt zwischen Jingū-mae und Kanayama (2,2 km), eingleisig der Abschnitt zwischen der Verzweigung Hirai und Toyohashi (5,0 km); die restliche Strecke ist zweigleisig (92,6 km).
Südlicher Ausgangspunkt ist der Bahnhof Toyohashi, wo die Nagoya-Hauptlinie auf die Tōkaidō-Shinkansen, die Tōkaidō-Hauptlinie, die Iida-Linie und die Atsumi-Linie trifft. Im Abschnitt zwischen Toyohashi und der Verzweigung Hirai, wo der Fluss Toyo und der Toyo-Entlastungskanal überbrückt werden, verfügen die Bahngesellschaften Meitetsu und JR Central über je ein Gleis. Sie dürfen jenes der jeweils anderen Bahngesellschaft mitbenutzen, allerdings sind die in diesem Bereich gelegenen Bahnhöfe Funamachi und Shimoji den Zügen von JR Central vorbehalten und werden von Meitetsu nicht bedient. In Kō mündet von Osten her die Meitetsu Toyokawa-Linie ein. In nordwestlicher Richtung führt die Strecke entlang der Täler von Otowa und Yamatsuna, bis sie schließlich die Stadt Okazaki erreicht. Dort überbrückt sie die Flüsse Oto und Yahagi, außerdem kreuzt sie sich in Okazakikōen-mae mit der Aichi-Ringlinie. Weiter durch die Okazaki-Ebene verlaufend, erreicht sie Shin-Anjō, den Ausgangspunkt der Meitetsu Nishio-Linie. In Chiryū besteht ein Übergang zur Meitetsu Mikawa-Linie. Kurz darauf durchquert die Hauptlinie die südlichen Ausläufer des Owari-Hügellands an ihrer schmalsten Stelle, ehe sie die weitläufige Nōbi-Ebene erreicht.
Mit der Überbrückung des Tenpaku wird das Stadtgebiet von Nagoya erreicht und die Nagoya-Hauptlinie wendet sich allmählich nordwärts. Ab Jingū-mae, dem Übergang zur Meitetsu Tokoname-Linie, verläuft sie parallel zur Tōkaidō-Hauptlinie. In Kanayama trifft sie auf die Chūō-Hauptlinie, in Sannō auf die Tōkaidō-Shinkansen. Über eine 35 Promille steile Rampe führt die Strecke in den 1419 m langen Shin-Nagoya-Tunnel. Der darin befindliche Tunnelbahnhof Meitetsu Nagoya ist der zentrale Knotenpunkt des Meitetsu-Streckennetzes. Zusammen mit dem angrenzenden Tunnelbahnhof Kintetsu Nagoya, dem darüber gelegenen JR-Bahnhof Nagoya, einem Busbahnhof und der U-Bahn-Station bildet er den wichtigsten Verkehrsknotenpunkt der Innenstadt Nagoyas. Auf halbem Weg zum nächstgelegenen Bahnhof Sakō tritt die Nagoya-Hauptlinie wieder an die Oberfläche. Nach der Querung des Shōnai folgt das Biwajima-Gleisdreieck, an der die Meitetsu Inuyama-Linie beginnt.
Die Nagoya-Hauptlinie schwenkt nach der Abkürzung für ein kurzes Stück nach Westen, ehe sie in Sukaguchi (Ausgangspunkt der Meitetsu Tsushima-Linie) wieder eine überwiegend nördliche Richtung einnimmt. In Meitetsu Ichinomiya trifft sie auf die Meitetsu Bisai-Linie und die Tōkaidō-Hauptlinie. Die Brücke über den Kiso ist gleichzeitig die Grenze zwischen den Präfekturen Aichi und Gifu. Kasamatsu ist der Ausgangspunkt der Meitetsu Takehana-Linie. Endstation in der Stadt Gifu ist nicht der JR-Bahnhof Gifu, sondern der separate Bahnhof Meitetsu Gifu an der gegenüberliegenden Seite des Bahnhofsvorplatzes, wo auf die Meitetsu Kakamigahara-Linie umgestiegen werden kann.
Mehrere Engpässe schränken den Betrieb auf der Nagoya-Hauptlinie ein. So befindet sich kurz vor dem Bahnhof Meitetsu Gifu ein kurzer eingleisiger Abschnitt, der es nicht erlaubt, dass Züge gleichzeitig in den Bahnhof einfahren und von ihm abfahren können. Außerdem quert der Viadukt der Tokaido-Hauptlinie den eingleisigen Abschnitt, so dass es schwierig wäre, die Strecke vollständig zweigleisig auszubauen. Das Biwajima-Gleisdreieck ist höhengleich gebaut, weshalb stadtauswärts fahrende Züge der Nagoya-Hauptlinie und stadteinwärts fahrende Züge der Meitetsu Inuyama-Linie die Stelle nicht gleichzeitig passieren können. Stark belastet ist auch der zentrale Bahnhof Meitetsu Nagoya, der nur über zwei Gleise an drei Bahnsteigen verfügt; die genauen Einstiegspositionen sind auf den Bahnsteigen markiert, weshalb die Fahrgäste entsprechend Warteschlangen bilden müssen, damit sie sich jeweils nicht in die Quere kommen.

## Bilder

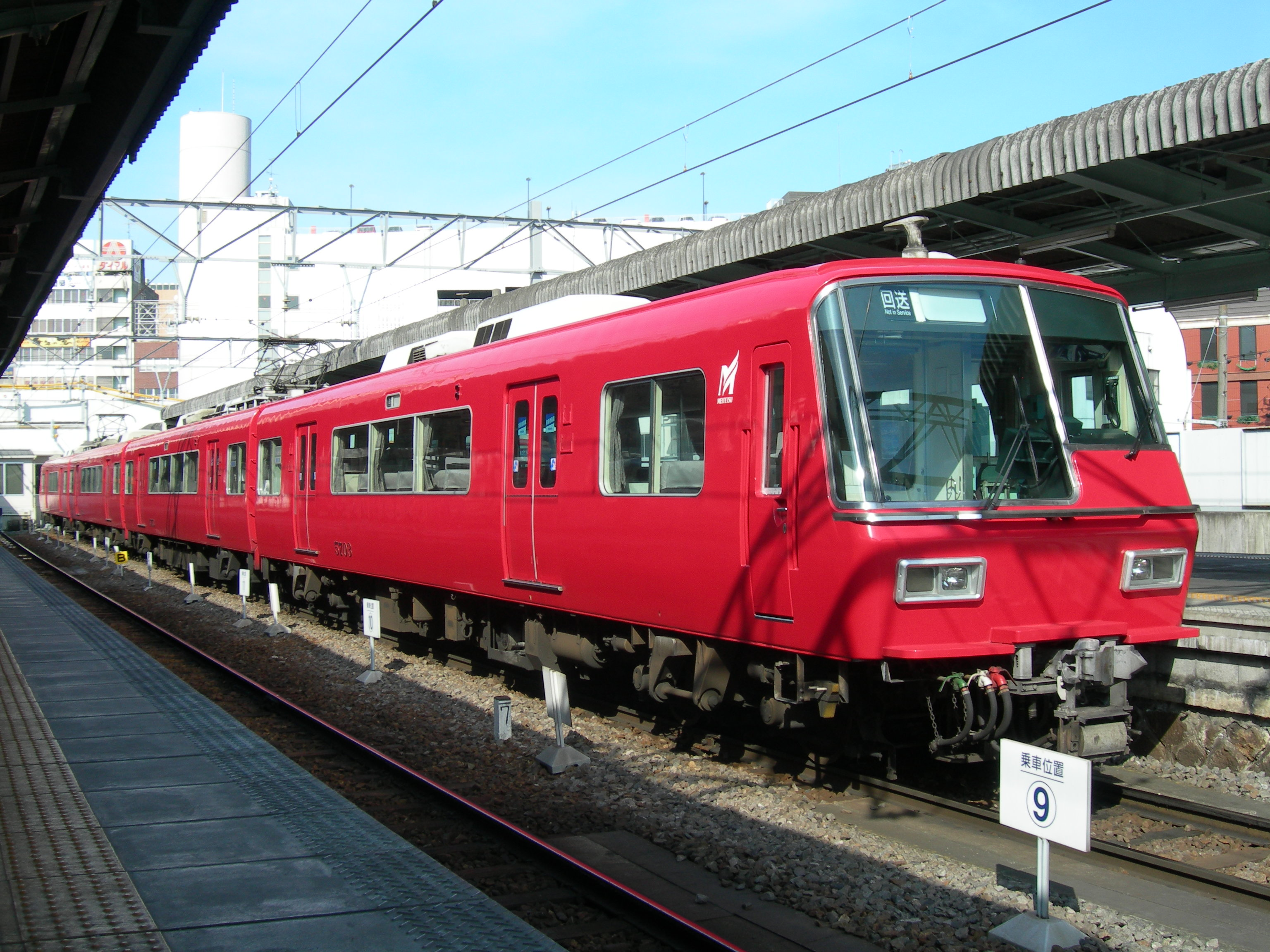
Triebzug der Baureihe 5700 in Gifu
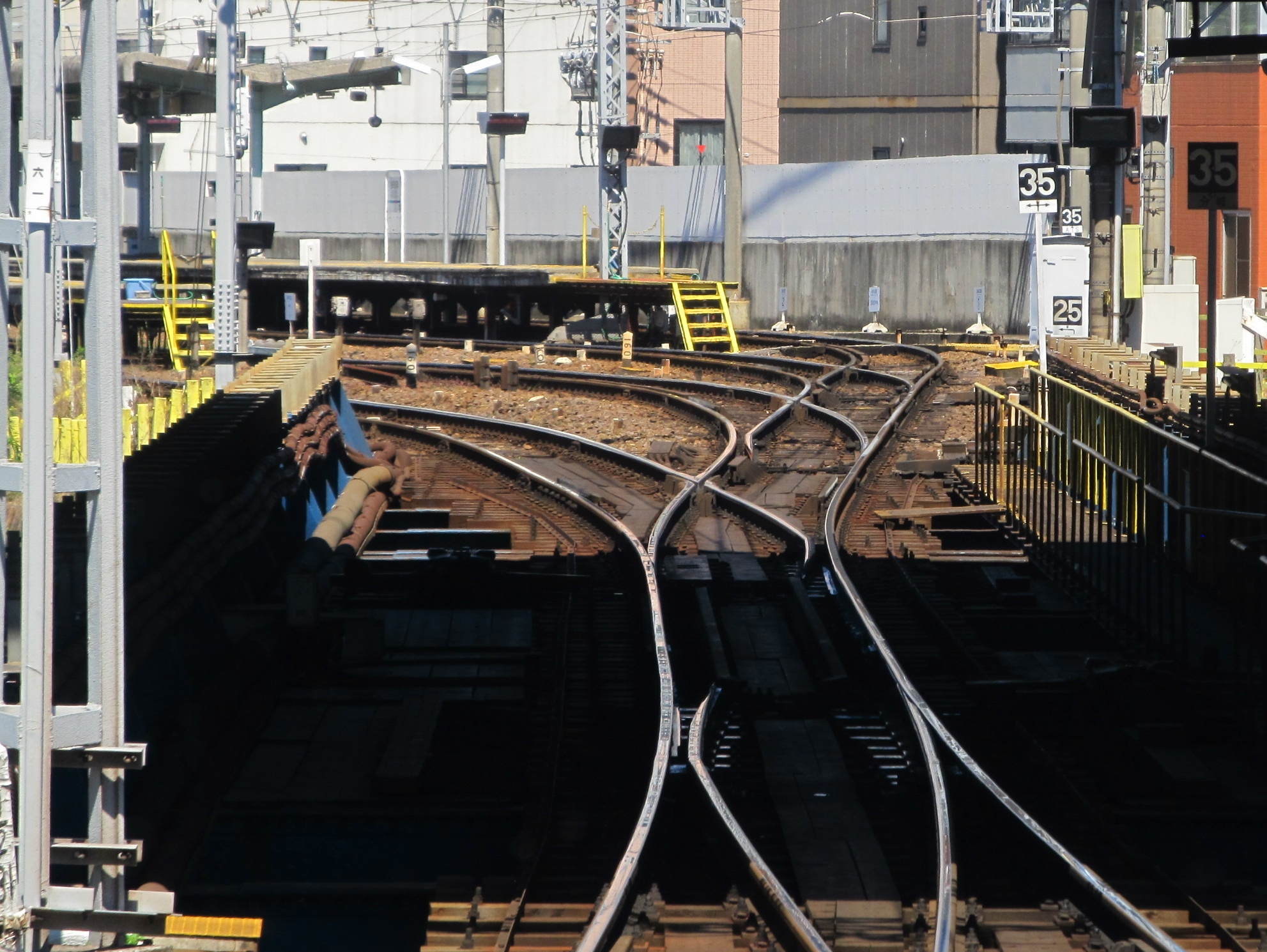
Eingleisiger Abschnitt kurz vor dem Bahnhof Meitetsu Gifu
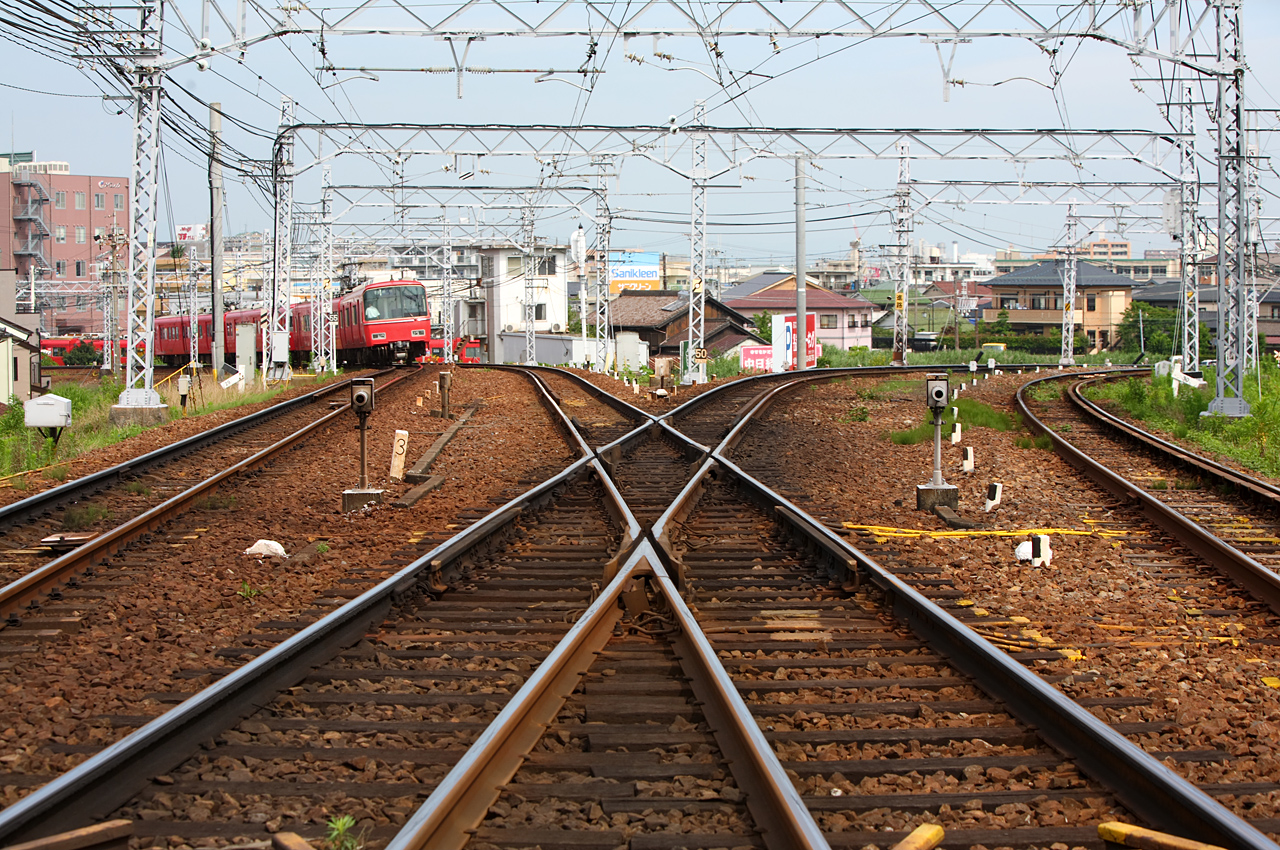
Biwajima-Gleisdreieck
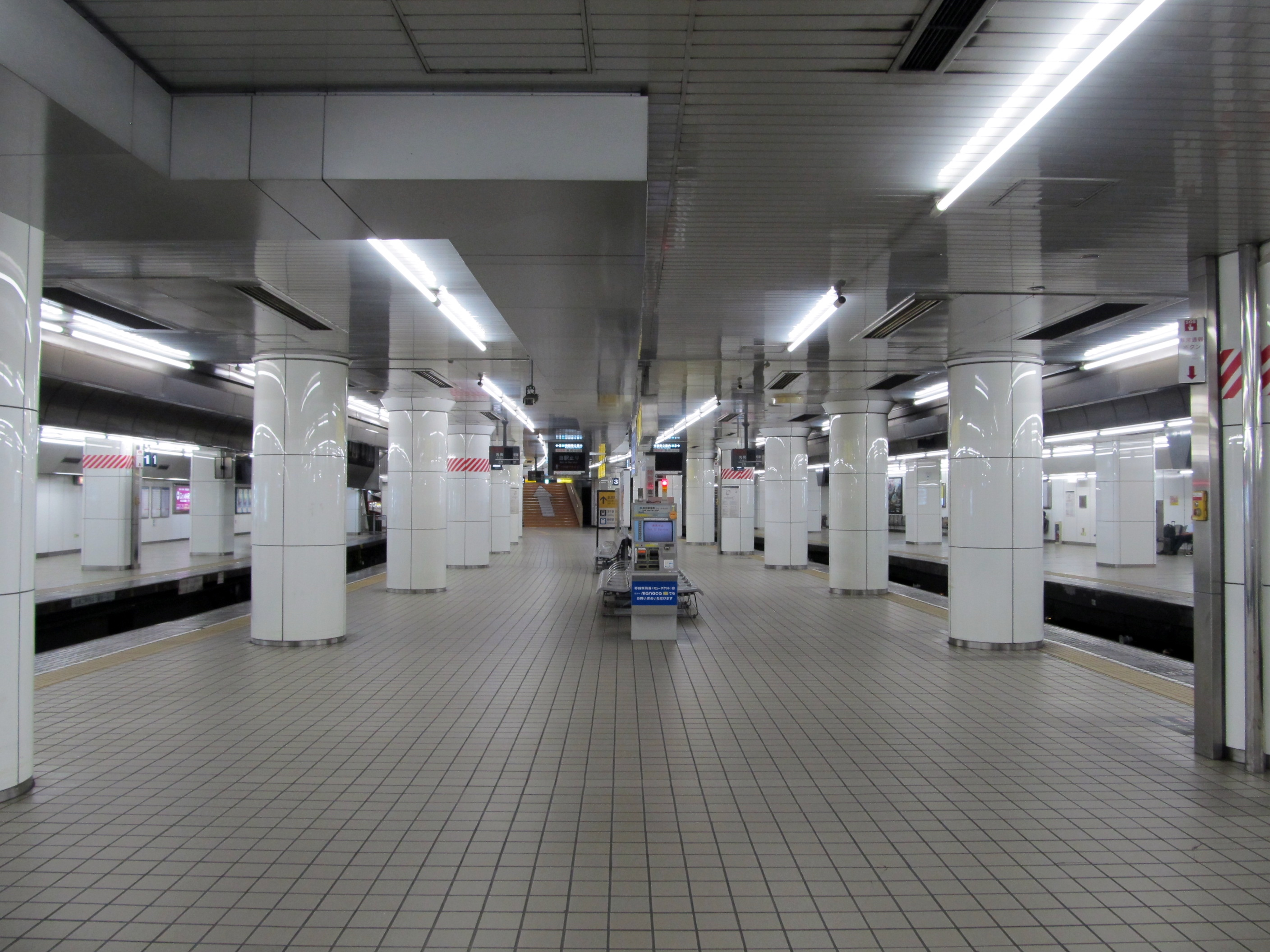
Bahnhof Meitetsu Nagoya
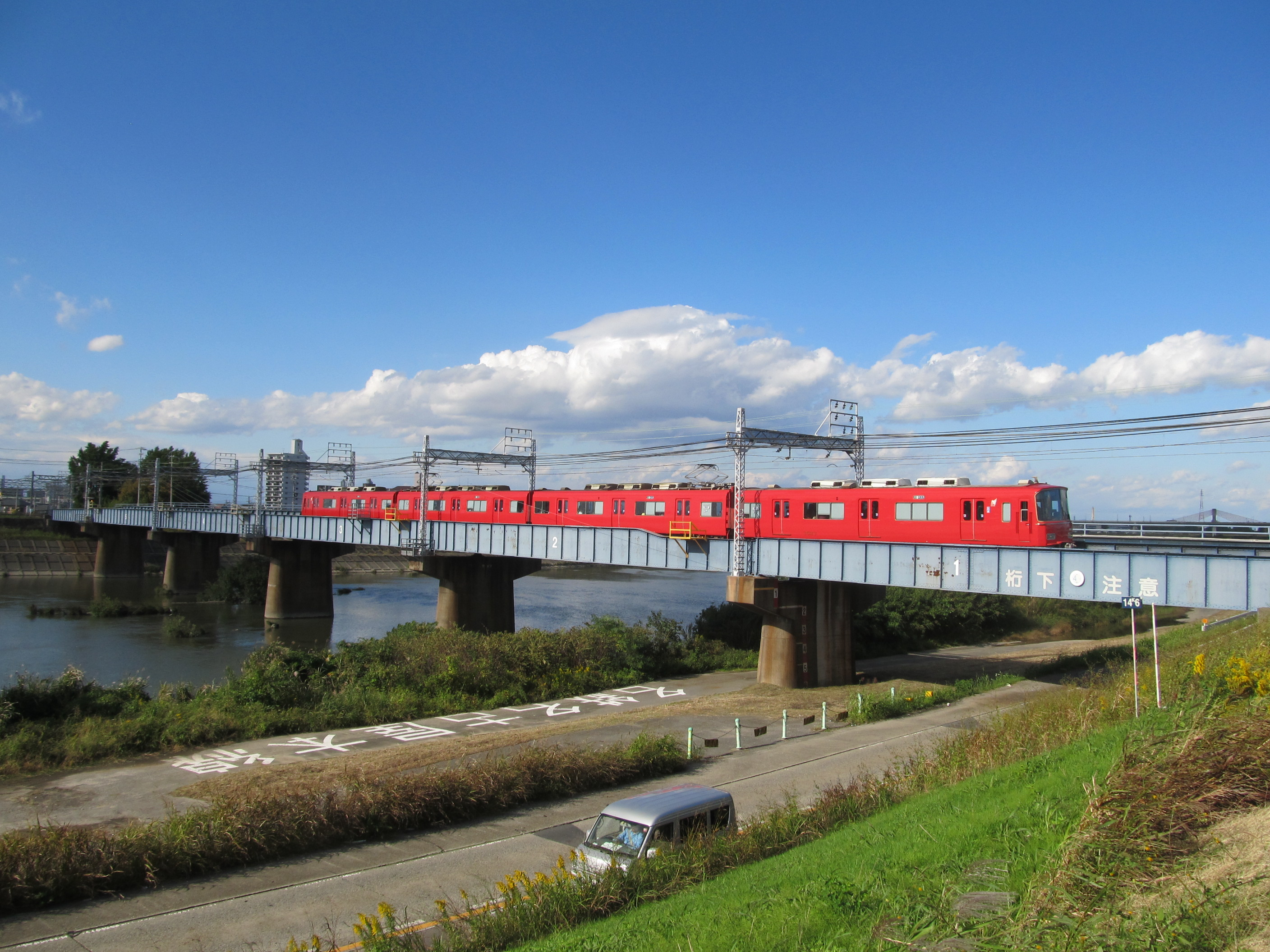
Brücke über den Shōnai in Nagoya
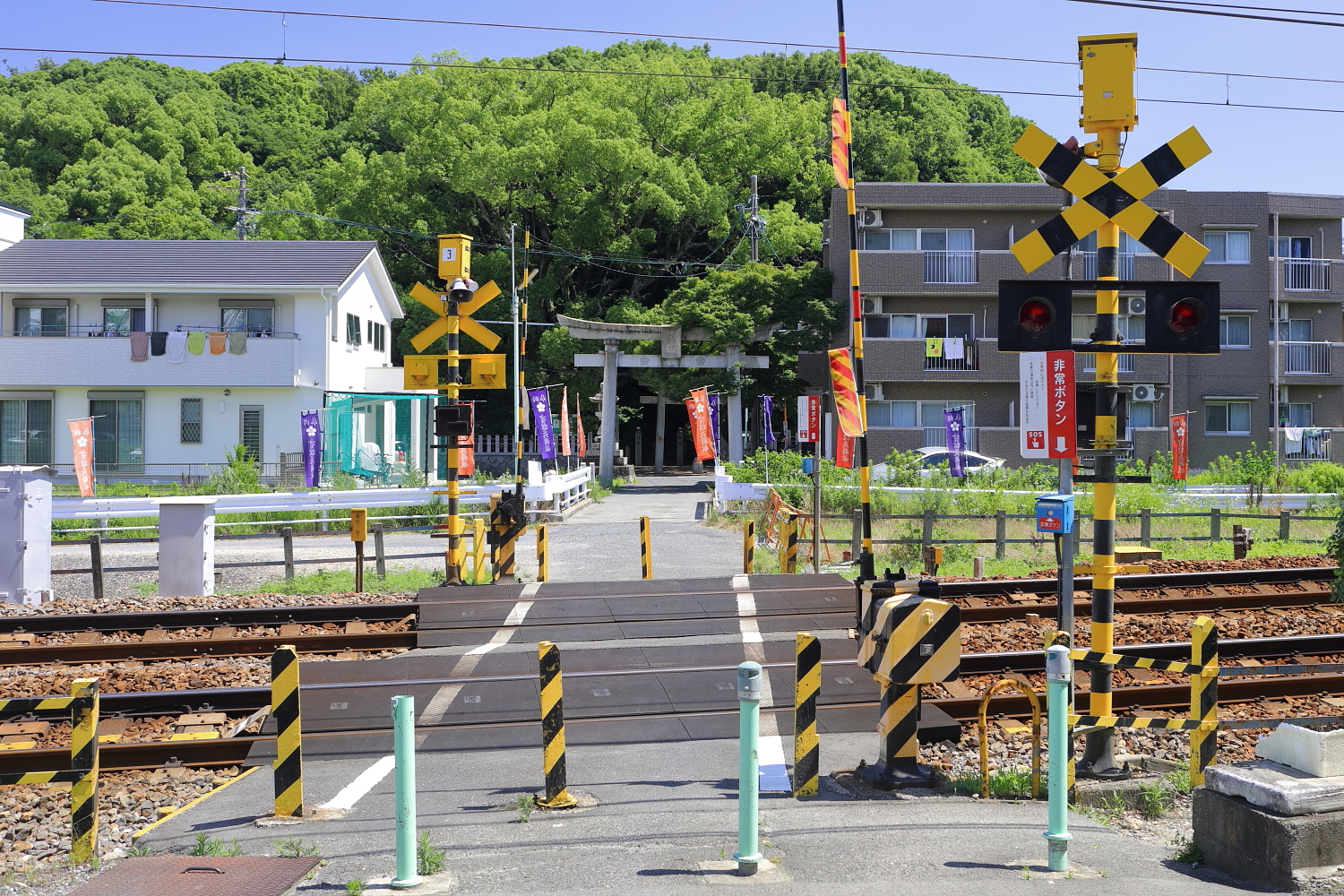
Bahnübergang in Nagoya
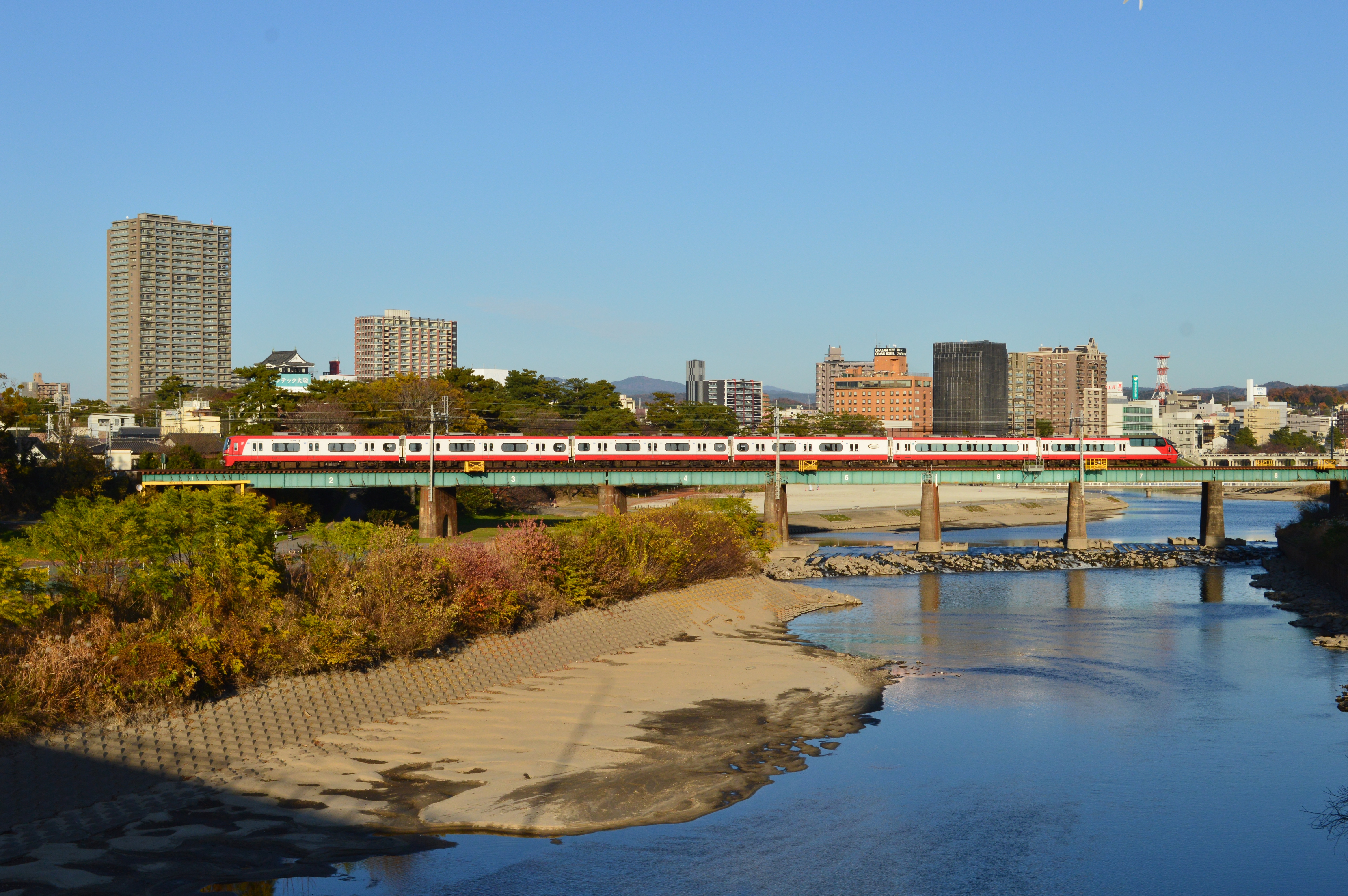
Brücke über den Oto bei Okazaki
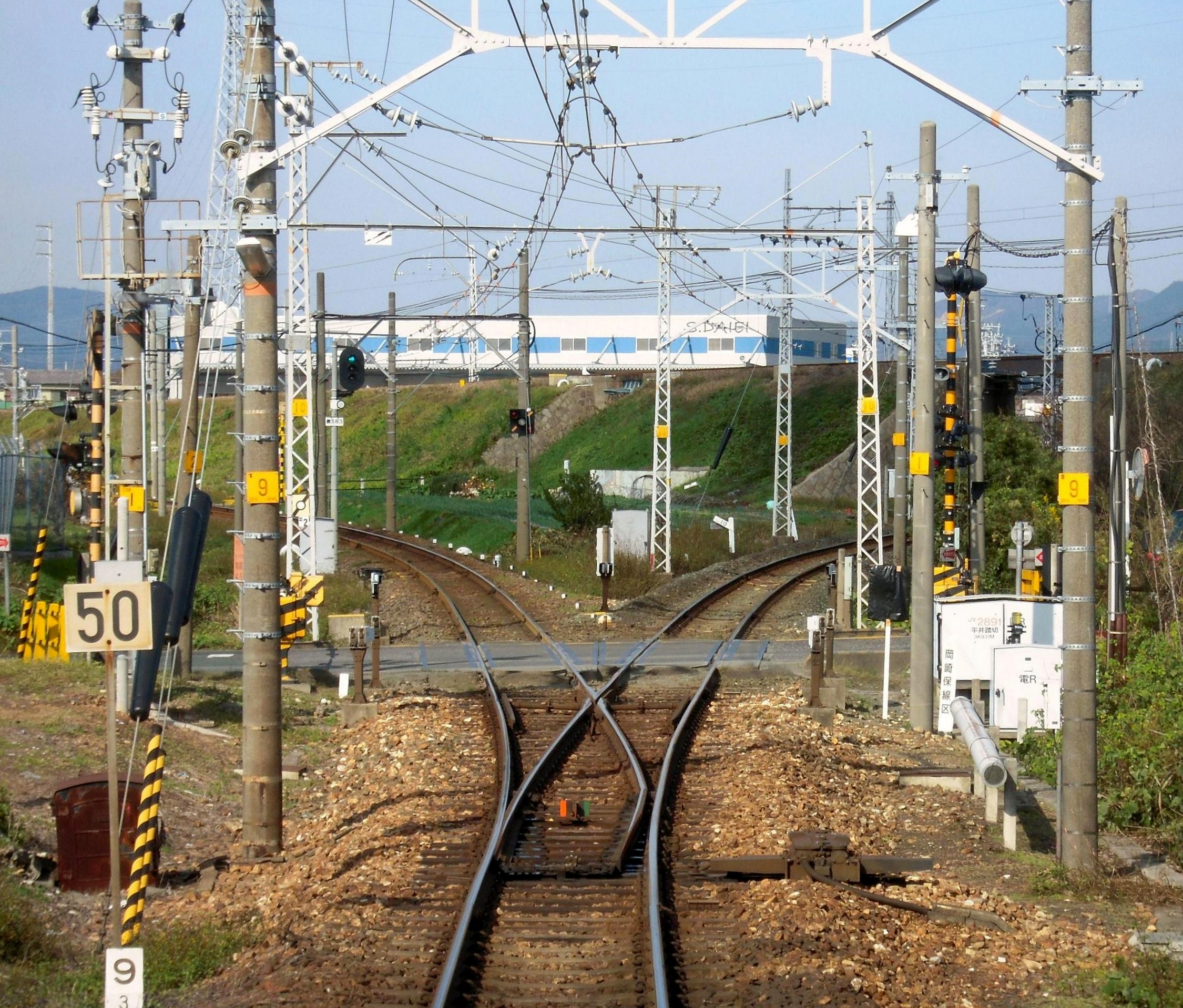
Verzweigung Hirai

## Zugangebot

Fahrplanschema 2023

Die Nagoya-Hauptlinie bildet auf dem Stadtgebiet von Nagoya den zentralen Teil des Meitetsu-Streckennetzes. Mehrere abzweigende Nebenlinien sind mit ihr betrieblich verbunden und ermöglichen umsteigefreie Verbindungen. Dadurch ergibt sich – ähnlich wie in deutschsprachigen Ländern – eine S-Bahn-artige Betriebsform mit einer teilweise unterirdisch verlaufenden Stammstrecke, was für Japan eher ungewöhnlich ist (allerdings besitzen die Zugläufe keine fest zugeteilte Liniennummer). Auf der Stammstrecke, die vom Biwajima-Gleisdreieck bis nach Jingū-mae reicht und durch den Shin-Nagoya-Tunnel führt, verkehrt alle zwei bis drei Minuten ein Zug (entspricht tagsüber bis zu 26 Verbindungen je Stunde), außer am frühen Morgen und spät in der Nacht. Da sie nur zweigleisig ist, können sich Störungen aufgrund von Unfällen oder anderen Zwischenfällen auf ein weites Gebiet und auf Nebenlinien auswirken.
Zusätzlich zu den Zugläufen, die auf die eigentliche Nagoya-Hauptlinie beschränkt sind, gibt es zahlreiche, die nur einen Teilabschnitt befahren und/oder auf eine Nebenlinie wechseln, wodurch sich ein vielfältiges Fahrplanangebot ergibt (siehe Schema links). Südlich der Stammstrecke wechseln Züge auf die Meitetsu Toyokawa-Linie, die Meitetsu Nishio-Linie, die Meitetsu Tokoname-Linie, die Meitetsu Kōwa-Linie und die Neue Meitetsu Chita-Linie. Nördlich der Stammstrecke kommen Zugläufe auf der Meitetsu Inuyama-Linie, der Meitetsu Tsushima-Linie und der Meitetsu Hiromi-Linie hinzu.
Zwischen Nagoya und Gifu verkehren stündlich vier Eilzüge, zwischen Nagoya und Ichinomiya zwei weitere. Reine Lokalzüge (vier je Stunde) sind auf den Abschnitt zwischen Sukaguchi und Gifu beschränkt. Zwischen Nagoya und Shin-Anjō werden stündlich bis zu acht Eilzugpaare angeboten, bis Toyohashi sechs; während der Hauptverkehrszeit gibt es zusätzlich zwei Eilzugpaare über Kō nach Toyokawa. Lokalzüge verkehren südlich von Nagoya sechsmal stündlich bis Toyoake und viermal stündlich bis Higashi-Okazaki; hinzu kommt halbstündlich ein Lokalzugpaar zwischen Higashi-Okazaki und Ina.

## Geschichte

### Streckenbau im Norden
Die Nagoya Denki Tetsudō (名古屋電気鉄道), seit 1898 Betreiberin der Straßenbahn Nagoya, strebte rund ein Jahrzehnt später danach, ihr Streckennetz in die rasch wachsenden Vorstädte auszudehnen. Zu diesem Zweck baute sie die Biwajima-Linie, eine Überlandstrecke von Oshikirichō über das spätere Biwajima-Gleisdreieck nach Iwakura (an der heutigen Inuyama-Linie), und eröffnete sie am 6. Mai 1910. Nachdem die Strecke am 29. März 1912 in eine Eisenbahn umgewidmet worden war, ging am 20. November 1913 die neue Endstation Yanagibashi in Betrieb. Am 23. Januar 1914 folgte die Verlängerung vom Biwajima-Gleisdreieck nach Tsushima, wobei der Abschnitt bis Sukaguchi heute der Hauptlinie zugerechnet wird. Acht Monate später kam am 22. September 1914 der Abschnitt nach Marunouchi hinzu, als Teil der daran anschließenden und am selben Tag in Betrieb genommenen Kiyosu-Linie.

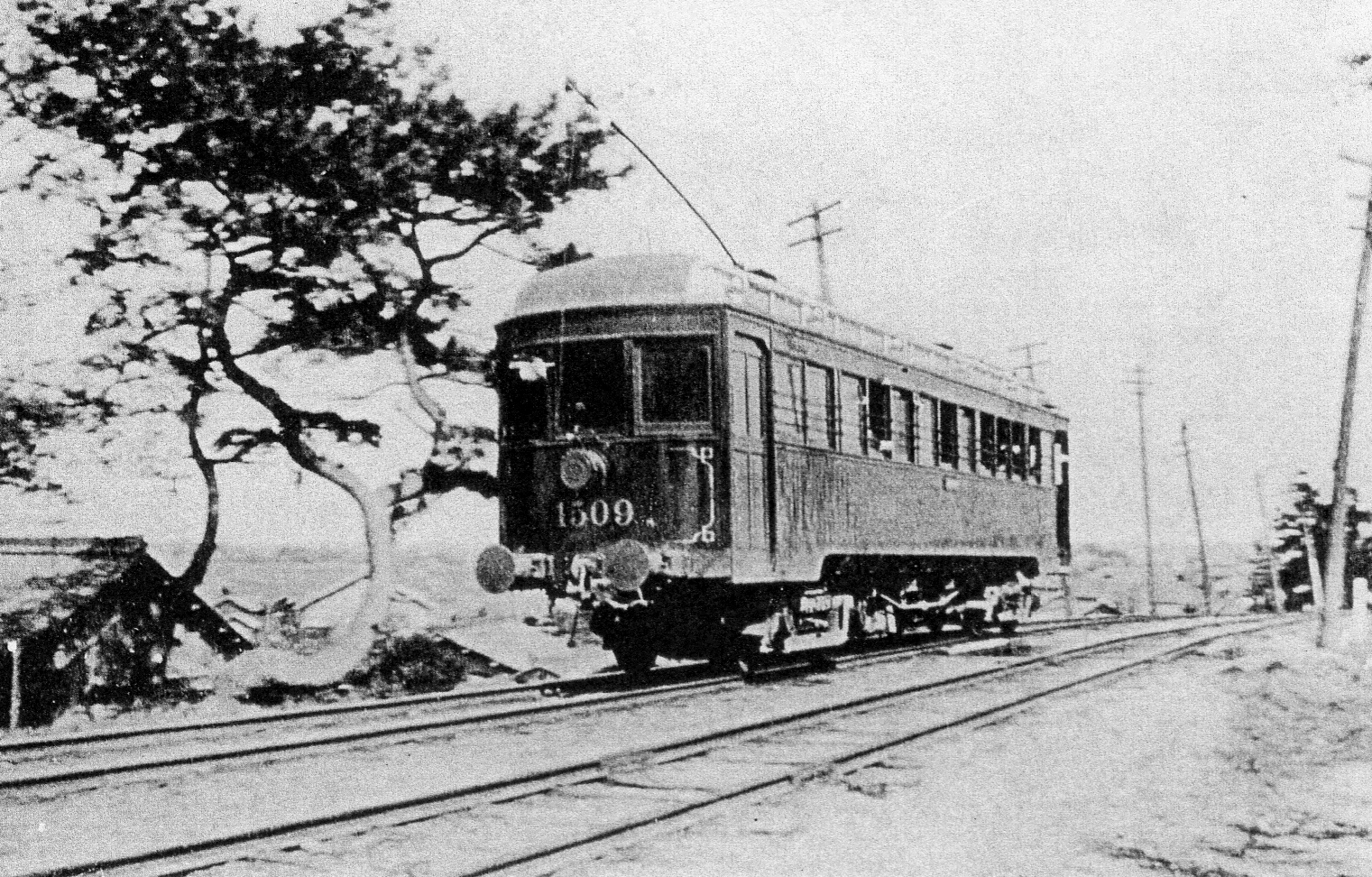
Vorortzug der Nagoya Denki Tetsudō bei Biwajima (um 1920)

In der Zwischenzeit baute die Mino Denki Kidō (美濃電気軌道, kurz Minoden) rund um Gifu ein Netz von Überlandstraßenbahnen. Südlich der Stadt eröffnete sie am 2. Juni 1914 den Abschnitt von Kasamatsu nach Hiroe, den sie am 26. Dezember desselben Jahres nach Shin-Gifu (heute Meitetsu Gifu) verlängerte. Die Nagoya Denki Tetsudō übertrug 1921 die Überlandlinien an die neu gegründete Nachfolgegesellschaft Nagoya Tetsudō (名古屋鉄道) und ein Jahr später die urbanen Straßenbahnen an die Stadt Nagoya, worauf sie sich auflöste. Die Nagoya Tetsudō wollte eine Verbindung zwischen Nagoya und Gifu schaffen, um der Staatseisenbahn im Lokalverkehr Konkurrenz zu machen. Der dazwischen liegende Abschnitt Kōnomiya–Ichinomiya wurde von der Bisai Tetsudō (尾西鉄道) errichtet und am 15. Februar 1924 in Betrieb genommen. Die Gesellschaft befand sich damals aber bereits in Übernahmeverhandlungen und ging am 1. August 1925 in der Nagoya Tetsudō auf.
Diese wiederum machte sich an die Aufgabe, die bestehenden Strecken zweigleisig auszubauen und die noch vorhandenen Lücken zu schließen. Am 3. Februar 1928 ging der Abschnitt von Shin-Kiyosu nach Kōnomiya in Betrieb, jener zwischen Marunouchi und Shin-Kiyosu drei Monate später am 10. April. 1930 fusionierte die Nagoya Tetsudō mit der Minoden und benannte sich in Meigi Tetsudō (名岐鉄道, kurz Meiden) um. Mit der Inbetriebnahme des Streckenabschnitts Ichinomiya–Kasamatsu mitsamt einer Brücke über den Fluss Kiso war der Lückenschluss am 29. April 1935 vollendet, wodurch nun Züge durchgehend zwischen Gifu und Nagoya verkehren konnten.

### Streckenbau im Südosten
Die 1910 gegründete Aichi Denki Tetsudō (愛知電気鉄道, kurz Aiden) konzentrierte sich auf die Erschließung von Gebieten südlich und südöstlich von Nagoya. Zwar verlief die frühere Post- und Handelsstraße Tōkaidō durch das Gebiet, doch die in den 1870er Jahren erbaute Tōkaidō-Hauptlinie machte einen Umweg entlang der Küste über Gamagōri. Die am Tōkaidō gelegenen Orte sehr an einer Bahnstrecke interessiert, da sie sich davon einen wirtschaftlichen Wiederaufschwung erhofften. Nachdem die Aiden sich zuerst vornehmlich mit dem Bau der in Jingū-mae beginnenden Tokoname-Linie auf die Chita-Halbinsel befasst hatte, begann sie 1913 mit den Planungen für die Arimatsu-Linie in Richtung Toyohashi. Wegen ihrer schwachen Kapitalbasis nahm sie staatliche Subventionen in Anspruch, sodass die Arbeiten im November 1915 beginnen konnten. Da die Anwohner die Strecke ausdrücklich gewünscht hatten, verlief der Grundstückserwerb völlig problemlos. Der Abschnitt von Jingū-mae nach Moto Kasadera ging am 7. März 1917 in Betrieb, am 8. Mai desselben Jahres reichte die Strecke bis Arimatsu.

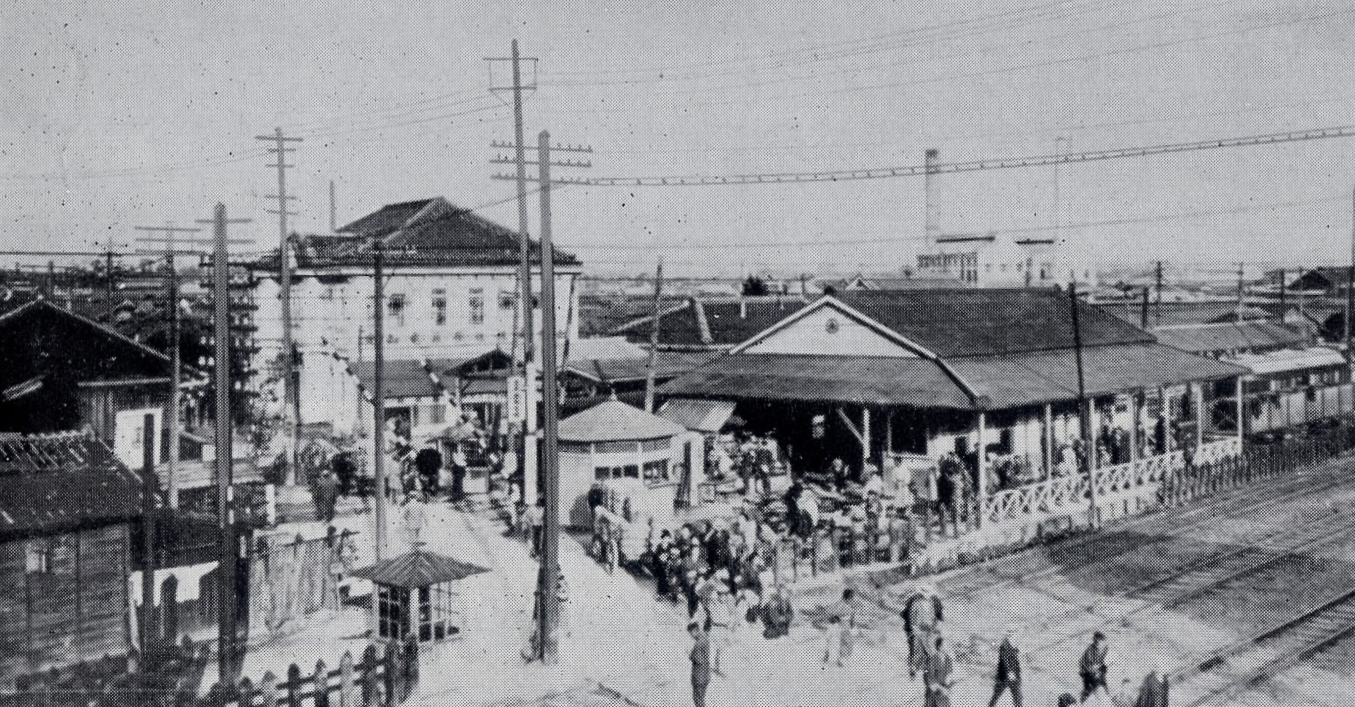
Bahnhof Jingū-mae (um 1920)

Zu Beginn der 1920er Jahre plante die Tōkaidō Denki Tetsudō eine elektrische Schnellbahn zwischen Nagoya und Toyohashi und wäre somit eine Konkurrentin der Aiden geworden. Doch nach der Ermordung des größten Kapitalgebers Yasuda Zenjirō geriet sie in finanzielle Schieflage und ging 1922 in der Aiden auf. Damit verbunden war die Übernahme sämtlicher Bauprojekte, womit dem Weiterbau in Richtung Toyohashi der zwischenzeitlich in Okazaki-Linie umbenannten Strecke nichts mehr im Wege stand. 1923 gingen drei Abschnitte in Betrieb: am 1. April zwischen Arimatsu und dem provisorischen Haltepunkt Chiryū, am 1. Juni bis Okazakikōen-mae und am 8. August bis Higashi-Okazaki. Die Aiden erhöhte die Oberleitungsspannung der gesamten Okazaki-Linie am 15. Juni 1925 von bisher 600 V auf 1500 V Gleichspannung.
Am 1. April 1926 erfolgte die Umbenennung in Toyohashi-Linie, ebenso die Eröffnung des Abschnitts zwischen Higashi-Okazaki und Kō. Schließlich erreichte die Strecke am 1. Juni 1927 die Verzweigung Hirai, so dass es den Aiden-Zügen nun möglich war, von dort aus unter Mitbenutzung der Trasse der Iida-Linie bis zum Bahnhof Toyohashi zu verkehren. Die fertiggestellte Strecke und die Einführung von Schnellzügen ermöglichten eine Verkürzung der Reisezeit zwischen Toyohashi und Nagoya um etwa eine Dreiviertelstunde, weshalb die Tōkaidō-Hauptlinie einen großen Teil des regionalen Verkehrs an die Konkurrenz verlor. Mit Ausnahme des von Anfang an zweigleisigen Teilstücks zwischen Higashi-Okazaki und Kō war die Toyohashi-Linie zunächst eingleisig erbaut worden; ein zweites Gleis kam wie folgt hinzu: fArimatsu–Yahagibashi am 13. April 1924, Narumi–Arimatsu am 26. Oktober 1924, Yahagibashi–Higashi-Okazaki am 1. April 1926, Higashi-Kasadera–Narumi am 28. Dezember 1927, Yobitsugi–Higashi-Kasadera am 5. April 1930, Horita–Yobitsugi am 11. Juli 1930 und Jingū-mae–Horita am 31. Januar 1942.

### Weitere Entwicklung

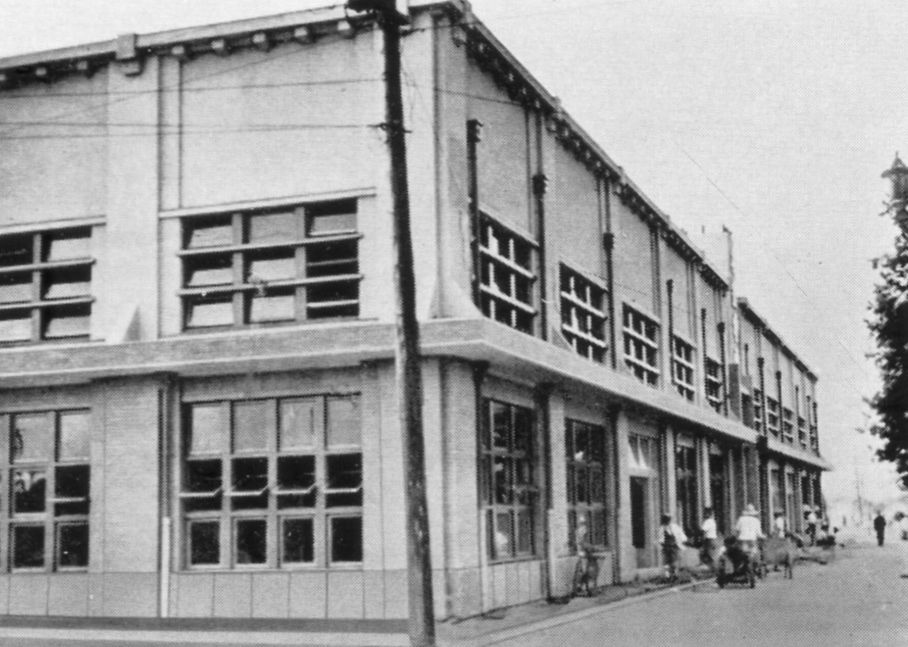
Bahnhof Shin-Nagoya (1941)

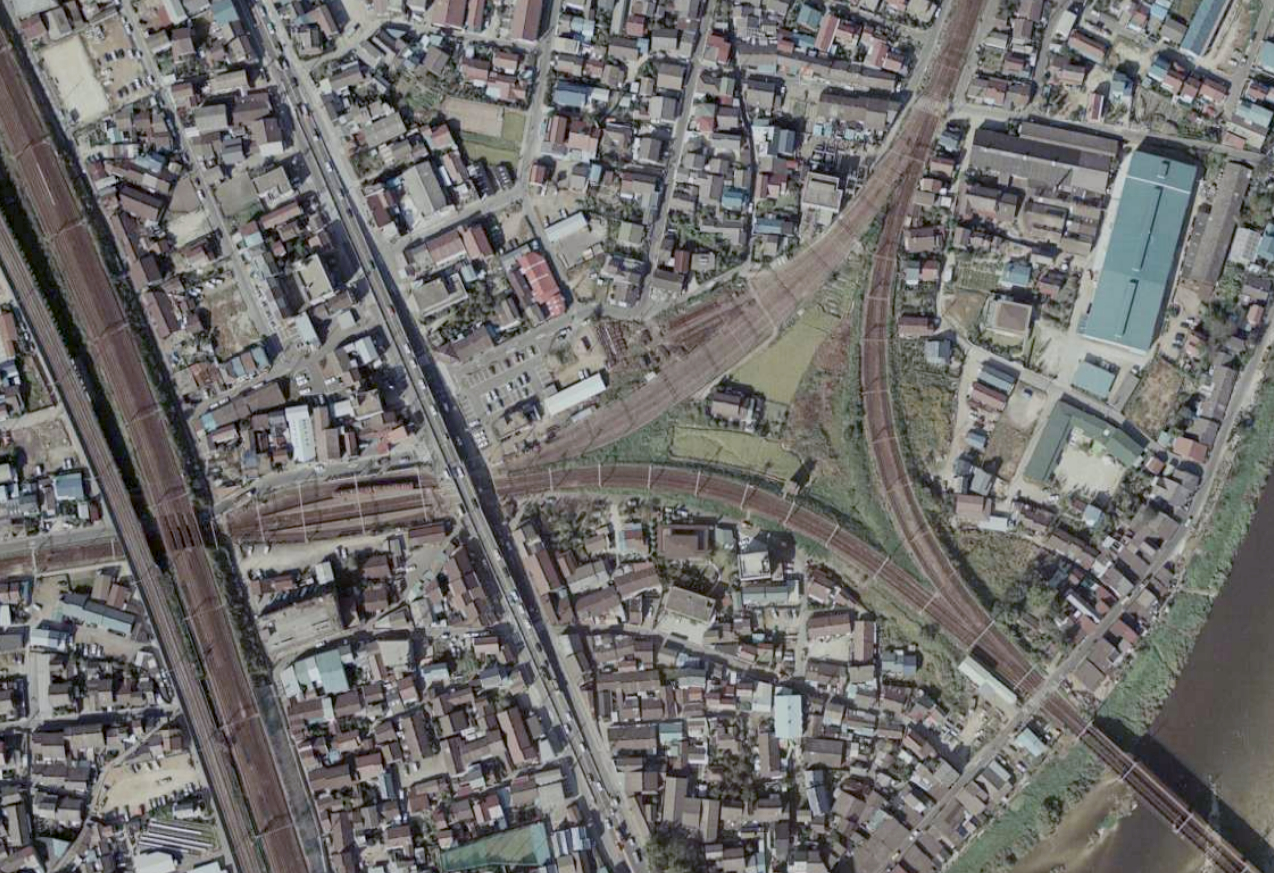
Biwajima-Gleisdreieck (1977)

Die Aiden und die Meiden fusionierten am 1. August 1935 zur Meitetsu. Ihre wichtigste Aufgabe bestand darin, die beiden voneinander getrennten Streckennetze im Stadtzentrum Nagoyas zusammenzuführen. Geplant war eine Verbindungsstrecke zwischen Higashi-Biwajima und Jingū-mae, parallel zur Tōkaidō-Hauptlinie. Obwohl das Eisenbahnministerium das Vorhaben, das auch den Bau des Shin-Nagoya-Tunnels mit einschloss, während des Pazifikkriegs als kriegswichtig einstufte, erwies sich die Beschaffung von Baumaterialien bisweilen als sehr schwierig. Zunächst wurde die frühere Meiden-Strecke am 12. August 1941 von Higashi-Biwajima zum neuen Bahnhof Shin-Nagoya (heute Meitetsu Nagoya) verlängert, so dass die straßenbündige Trasse nach Oshikirichō und Yanagibashi aufgehoben werden konnte. Der Lückenschluss zwischen Shin-Nagoya und Jingū-mae erfolgte am 1. September 1944.
Aufgrund der Kriegseinwirkungen war es aber vorerst nicht möglich, die Bahnstromsysteme anzugleichen. Die Oberleitungsspannung betrug nördlich des Bahnhofs Kanayama weiterhin 600 V Gleichspannung, südlich davon 1500 V, weshalb die Fahrgäste dort jeweils umsteigen mussten. Erst einige Zeit nach Kriegsende war es möglich, den nördlichen Streckenteil anzupassen. Die Arbeiten waren am 16. Mai 1948 abgeschlossen, worauf der durchgehende Verkehr aufgenommen werden konnte. Damit verbunden war die Umbenennung der Strecke Gifu–Nagoya–Toyohashi in Nagoya-Hauptlinie am 21. Dezember desselben Jahres.
Die 1950er Jahre waren geprägt durch einzelne Verbesserungsmaßnahmen, darunter die Neutrassierung mehrerer besonders enger Kurven. Am 24. März 1964 ereignete sich im Bahnhof Shin-Nagoya ein schwerwiegender Auffahrunfall, als ein Triebwagenführer ein Stoppsignal missachtete und sein Zug von hinten in einen stehenden Zug prallte. Dabei erlitten fast 150 Personen zum Teil schwere Verletzungen. Die Meitetsu beschloss daraufhin die Einführung eines Zwangsbremssystems. Zunehmend machte sich die eingeschränkte Kapazität im Stadtzentrum negativ bemerkbar. Es wäre jedoch sehr aufwändig gewesen, eine zweite Doppelspur zu verlegen, weshalb die Meitetsu sich damit begnügte, 1984 den Bahnhof Jingū-mae und 1988 den Bahnhof Sukaguchi von Linien- auf Richtungsbetrieb umzustellen. Viergleisig ausgebaut wurde bisher nur der Abschnitt zwischen Jingū-mae und Kanayama, der am 1. April 1990 in Betrieb ging. Geplant ist in den 2020er Jahren ein vollständiger Neubau des Bahnhofs Meitetsu Nagoya, der auf vier Gleise erweitert werden soll.

## Liste der Bahnhöfe
Ky = Kyūkō (Express); Kk = Kaisoku kyūkō (Semi Express); Tk = Tokkyū (Limited Express); Kt = Kaisoku tokkyū (Rapid Limited Express); µ = µSky

● = alle Züge halten; ▼ einzelne Züge in der Hauptlastrichtung fahren während der Hauptverkehrszeit durch; ◇ = Sonderhaltestelle

↑T = Durchbindung zur Meitetsu Tokoname-Linie; ↓Ts = Durchbindung zur Meitetsu Tsushima-Linie
| Name                  | Name                              | km   | Ky | Kk  | Tk | Kt | µ  | Anschlusslinien | Lage   | Ort                 | Präfektur |
| --------------------- | --------------------------------- | ---- | -- | --- | -- | -- | -- | --- | ------ | ------------------- | --------- |
| NH01                  | Toyohashi (豊橋)                  | 00,0 | ●  |     |    | ●  |    | Tōkaidō-Shinkansen Tōkaidō-Hauptlinie Iida-Linie Straßenbahn Toyohashi im Bhf. Shin-Toyohashi: Atsumi-Linie                                           | Koord. | Toyohashi           | Aichi     |
| NH02                  | Ina (伊奈)                        | 05,0 | ●  |     |    | ǀ  |    | | Koord. | Toyokawa            | Aichi     |
| NH03                  | Odabuchi (小田渕)                 | 06,6 | ǀ  |     |    | ǀ  |    | | Koord. | Toyokawa            | Aichi     |
| NH04                  | Kō (国府)                         | 09,6 | ●  |     |    | ◇  |    | Meitetsu Toyokawa-Linie | Koord. | Toyokawa            | Aichi     |
| NH05                  | Goyu (御油)                       | 10,7 | ǀ  |     |    | ǀ  |    | | Koord. | Toyokawa            | Aichi     |
| NH06                  | Meiden Akasaka (名電赤坂)         | 12,5 | ǀ  |     |    | ǀ  |    | | Koord. | Toyokawa            | Aichi     |
| NH07                  | Meiden Nagasawa (名電長沢)        | 15,0 | ǀ  |     |    | ǀ  |    | | Koord. | Toyokawa            | Aichi     |
| NH08                  | Motojuku (本宿)                   | 18,7 | ●  |     |    | ◇  |    | | Koord. | Okazaki             | Aichi     |
| NH09                  | Meiden Yamanaka (名電山中)        | 20,4 | ǀ  |     |    | ǀ  |    | | Koord. | Okazaki             | Aichi     |
| NH10                  | Fujikawa (藤川)                   | 23,1 | ǀ  |     |    | ǀ  |    | | Koord. | Okazaki             | Aichi     |
| NH11                  | Miai (美合)                       | 25,6 | ●  |     |    | ◇  |    | | Koord. | Okazaki             | Aichi     |
| NH12                  | Otogawa (男川)                    | 27,6 | ǀ  |     |    | ǀ  |    | | Koord. | Okazaki             | Aichi     |
| NH13                  | Higashi-Okazaki (東岡崎)          | 29,8 | ●  |     |    | ●  |    | | Koord. | Okazaki             | Aichi     |
| NH14                  | Okazakikōen-mae (岡崎公園前)      | 31,1 | ǀ  |     |    | ǀ  |    | Aichi-Ringlinie | Koord. | Okazaki             | Aichi     |
| NH15                  | Yahagibashi (矢作橋)              | 32,5 | ǀ  |     |    | ǀ  |    | | Koord. | Okazaki             | Aichi     |
| NH16                  | Utō (宇頭)                        | 34,8 | ǀ  |     |    | ǀ  |    | | Koord. | Okazaki             | Aichi     |
| NH17                  | Shin-Anjō (新安城)                | 38,3 | ●  |     |    | ◇  |    | Meitetsu Nishio-Linie | Koord. | Anjō                | Aichi     |
| NH18                  | Ushida (牛田)                     | 40,9 | ǀ  |     |    | ǀ  |    | | Koord. | Chiryū              | Aichi     |
| NH19                  | Chiryū (知立)                     | 43,1 | ●  |     |    | ●  |    | Meitetsu Mikawa-Linie | Koord. | Chiryū              | Aichi     |
| NH20                  | Hitotsugi (一ツ木)                | 44,6 | ǀ  |     |    | ǀ  |    | | Koord. | Kariya              | Aichi     |
| NH21                  | Fujimatsu (富士松)                | 46,6 | ǀ  |     |    | ǀ  |    | | Koord. | Kariya              | Aichi     |
| NH22                  | Toyoake (豊明)                    | 48,1 | ◇  | ●   |    | ǀ  |    | | Koord. | Toyoake             | Aichi     |
| NH23                  | Zengo (前後)                      | 49,8 | ●  | ●   |    | ǀ  |    | | Koord. | Toyoake             | Aichi     |
| NH24                  | Chūkyō-keibajō-mae (中京競馬場前) | 51,4 | ǀ  | ●   |    | ǀ  |    | | Koord. | Midori-ku, Nagoya   | Aichi     |
| NH25                  | Arimatsu (有松)                   | 52,7 | ◇  | ●   |    | ǀ  |    | | Koord. | Midori-ku, Nagoya   | Aichi     |
| NH26                  | Sakyōyama (左京山)                | 53,8 | ǀ  | ǀ   |    | ǀ  |    | | Koord. | Midori-ku, Nagoya   | Aichi     |
| NH27                  | Narumi (鳴海)                     | 55,1 | ●  | ●   |    | ǀ  |    | | Koord. | Midori-ku, Nagoya   | Aichi     |
| NH28                  | Moto Hoshizaki (本星崎)           | 56,7 | ǀ  | ǀ   |    | ǀ  |    | | Koord. | Minami-ku, Nagoya   | Aichi     |
| NH29                  | Moto Kasadera (本笠寺)            | 58,2 | ǀ  | ǀ   |    | ǀ  |    | | Koord. | Minami-ku, Nagoya   | Aichi     |
| NH30                  | Sakura (桜)                       | 58,9 | ǀ  | ǀ   |    | ǀ  |    | | Koord. | Minami-ku, Nagoya   | Aichi     |
| NH31                  | Yobitsugi (呼続)                  | 59,9 | ǀ  | ǀ   |    | ǀ  |    | | Koord. | Minami-ku, Nagoya   | Aichi     |
| NH32                  | Horita (堀田)                     | 61,1 | ●  | ǀ   | ↑T | ǀ  | ↑T | | Koord. | Mizuho-ku, Nagoya   | Aichi     |
| NH33                  | Jingū-mae (神宮前)                | 62,2 | ●  | ●   | ●  | ●  | ●  | Tōkaidō-Hauptlinie Meitetsu Tokoname-Linie | Koord. | Atsuta-ku, Nagoya   | Aichi     |
| NH34                  | Kanayama (金山)                   | 64,4 | ●  | ●   | ●  | ●  | ●  | Chūō-Hauptlinie Tōkaidō-Hauptlinie U-Bahn: Meijō-Linie                                                                                                | Koord. | Naka-ku, Nagoya     | Aichi     |
| NH35                  | Sannō (山王)                      | 66,0 | ǀ  | ǀ   | ǀ  | ǀ  | ǀ  | | Koord. | Nakagawa-ku, Nagoya | Aichi     |
| NH36                  | Meitetsu Nagoya (名鉄名古屋)      | 68,0 | ●  | ●   | ●  | ●  | ●  | Tōkaidō-Shinkansen Chūō-Hauptlinie Kansai-Hauptlinie Tōkaidō-Hauptlinie Aonami-Linie Kintetsu Nagoya-Linie U-Bahn Higashiyama-Linie Sakura-dori-Linie | Koord. | Nakamura-ku, Nagoya | Aichi     |
| NH37                  | Sakō (栄生)                       | 69,9 | ●  | ◇   | ǀ  | ǀ  | ǀ  | | Koord. | Nishi-ku, Nagoya    | Aichi     |
| NH38                  | Higashi-Biwajima (東枇杷島)       | 70,7 | ǀ  | ǀ   | ǀ  | ǀ  | ǀ  | | Koord. | Nishi-ku, Nagoya    | Aichi     |
| Biwajima-Gleisdreieck | Biwajima-Gleisdreieck             | 71,3 | ǀ  | ǀ   | ǀ  | ǀ  | ǀ  | Meitetsu Inuyama-Linie | Koord. | Kiyosu              | Aichi     |
| NH39                  | Nishi-Biwajima (西枇杷島)         | 71,6 | ǀ  | ǀ   | ǀ  | ǀ  | ǀ  | | Koord. | Kiyosu              | Aichi     |
| NH40                  | Futatsu-iri (二ツ杁)              | 72,2 | ◇  | ●   | ǀ  | ǀ  | ǀ  | | Koord. | Kiyosu              | Aichi     |
| NH41                  | Shinkawa-bashi (新川橋)           | 72,8 | ǀ  | ǀ   | ǀ  | ǀ  | ǀ  | | Koord. | Kiyosu              | Aichi     |
| NH42                  | Sukaguchi (須ヶ口)                | 73,5 | ●  | ●   | ǀ  | ǀ  | ǀ  | Meitetsu Tsushima-Linie | Koord. | Kiyosu              | Aichi     |
| NH43                  | Marunouchi (丸ノ内)               | 74,3 | ǀ  | ↓Ts | ǀ  | ǀ  | ǀ  | | Koord. | Kiyosu              | Aichi     |
| NH44                  | Shin-Kiyosu (新清洲)              | 75,2 | ●  |     | ǀ  | ǀ  | ǀ  | | Koord. | Kiyosu              | Aichi     |
| NH45                  | Ōsato (大里)                      | 77,5 | ◇  |     | ǀ  | ǀ  | ǀ  | | Koord. | Inazawa             | Aichi     |
| NH46                  | Okuda (奥田)                      | 78,8 | ǀ  |     | ǀ  | ǀ  | ǀ  | | Koord. | Inazawa             | Aichi     |
| NH47                  | Kōnomiya (国府宮)                 | 80,9 | ●  |     | ●  | ●  | ●  | | Koord. | Inazawa             | Aichi     |
| NH48                  | Shima-ujinaga (島氏永)            | 82,9 | ǀ  |     | ǀ  | ǀ  | ǀ  | | Koord. | Inazawa             | Aichi     |
| NH49                  | Myōkōji (妙興寺)                  | 84,7 | ǀ  |     | ǀ  | ǀ  | ǀ  | | Koord. | Ichinomiya          | Aichi     |
| NH50                  | Meitetsu Ichinomiya (名鉄一宮)    | 86,4 | ●  |     | ●  | ●  | ●  | Meitetsu Bisai-Linie im Bhf. Owari-Ichinomiya: Tōkaidō-Hauptlinie                                                                                     | Koord. | Ichinomiya          | Aichi     |
| NH51                  | Imaise (今伊勢)                   | 88,3 |    |     | ǀ  | ǀ  | ǀ  | | Koord. | Ichinomiya          | Aichi     |
| NH52                  | Iwato (石刀)                      | 89,2 |    |     | ǀ  | ǀ  | ǀ  | | Koord. | Ichinomiya          | Aichi     |
| NH53                  | Shin-Kisogawa (新木曽川)          | 91,2 |    |     | ●  | ●  | ǀ  | | Koord. | Ichinomiya          | Aichi     |
| NH54                  | Kuroda (黒田)                     | 92,1 |    |     | ǀ  | ǀ  | ǀ  | | Koord. | Ichinomiya          | Aichi     |
| NH55                  | Kisogawa-zutsumi (木曽川堤)       | 93,9 |    |     | ǀ  | ǀ  | ǀ  | | Koord. | Ichinomiya          | Aichi     |
| NH56                  | Kasamatsu (笠松)                  | 95,1 |    |     | ●  | ●  | ǀ  | Meitetsu Takehana-Linie | Koord. | Kasamatsu           | Gifu      |
| NH57                  | Ginan (岐南)                      | 96,9 |    |     | ǀ  | ǀ  | ǀ  | | Koord. | Ginan               | Gifu      |
| NH58                  | Chajo (茶所)                      | 98,3 |    |     | ǀ  | ǀ  | ǀ  | | Koord. | Gifu                | Gifu      |
| NH59                  | Kanō (加納)                       | 98,7 |    |     | ǀ  | ǀ  | ǀ  | | Koord. | Gifu                | Gifu      |
| NH60                  | Meitetsu Gifu (名鉄岐阜)          | 99,8 |    |     | ●  | ●  | ●  | Meitetsu Kakamigahara-Linie im Bhf. Gifu: Tōkaidō-Hauptlinie Takayama-Hauptlinie                                                                      | Koord. | Gifu                | Gifu      |